# Qasba de Mulay Ismaíl
La Qasba de Mulay Ismaíl es un vasto complejo palaciego y qasba real (ciudadela) construido por el sultán marroquí Mulay Isma'il ibn Sharif (también escrito "Ismaíl") en Mequinez (Marruecos). También se la conoce, entre otros nombres, como la Ciudad Imperial (en francés: Ville Impériale) o Palacio de Mulay Ismaíl, o la Qasba de Mequinez. Fue construida por Mulay Ismaíl a lo largo de varias décadas de su reinado, entre 1672 y 1727, cuando hizo de Mequinez la capital de Marruecos, y recibió adiciones ocasionales bajo los sultanes posteriores.
Además de la propia importancia de Mulay Ismaíl en la historia de Marruecos, su palacio imperial de Mequinez destacaba por su enorme envergadura y su compleja infraestructura. La zona que abarcaba la Qasba era mucho mayor que la antigua ciudad de Mequinez y funcionaba como una ciudad independiente, con sus propias fortificaciones, suministro de agua, reservas de alimentos y tropas. Más tarde, los historiadores la apodaron el "Palacio de Versalles marroquí". En la actualidad, muchos de los edificios de la época de Mulay Ismaíl han desaparecido o están en ruinas, pero se conservan algunas estructuras monumentales notables. Una parte de la zona, el Dar al-Majzén, sigue utilizándose como residencia real ocasional del rey de Marruecos, mientras que otras secciones del complejo se han reconvertido a otras funciones o se han sustituido por barrios residenciales

## Historia

### Contexto histórico
La Qasba de Mequinez fue creada por primera vez en este lugar por el sultán benimerín Abu Yúsuf Yaaqub ibn Abd al-Haqq en 1276; el mismo año en que se construyó la ciudadela de Fes Jdid en la cercana Fez como nueva capital del imperio benimerín.. > (Aunque algunas fuentes citan también una qasba existente cerca o en el emplazamiento de la plaza el-Hedim desde el periodo almorávide). Durante este periodo, Mequinez fue con frecuencia residencia de príncipes benimerínes (nombrados allí gobernadores) y, sobre todo, de visirres.): 55   La mezquita de la Kasbah (posteriormente mezquita de Lalla Aouda) también fue fundada y construida por primera vez en 1276. Sin embargo, tras el final del periodo benimerín, Mequinez sufrió el abandono de la nueva dinastía saadí (siglo XVI y principios del XVII), que centró su atención en su capital de Marrakech.

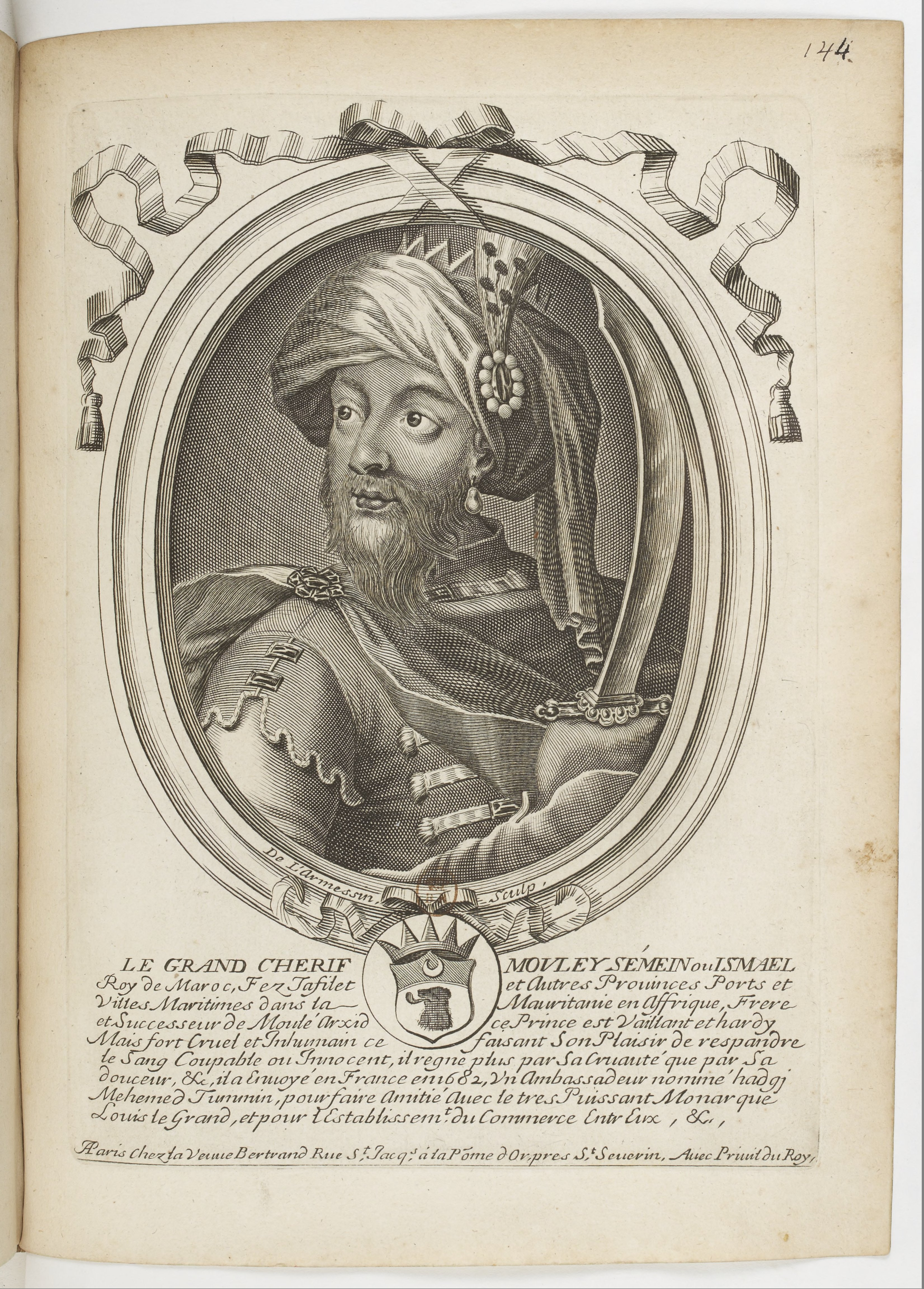
Retrato de Mulay Ismaíl en un manuscrito francés de 1690.

No fue hasta la dinastía alauí, en la segunda mitad del siglo XVII, cuando Mequinez volvió a ser objeto de atención. Con Mulay Muhammad al-Rashid bin Sharif (1666-1672), primer sultán alauí taque unificó Marruecos bajo su dominio, Fez volvió a ser la capital y su hermano, Mulay Ismaíl ibn Sharif, gobernó Mequinez. A la muerte de Rashid en 1672, Mulay Ismaíl se convirtió en sultán y eligió Mequinez como capital. Su reinado de 55 años fue uno de los más largos de la historia de Marruecos. Se distinguió como un gobernante que deseaba establecer un estado marroquí unificado como autoridad absoluta en el país, independiente de cualquier grupo particular dentro de Marruecos, en contraste con las dinastías anteriores que dependían de ciertas tribus o regiones como base de su poder.: 230  Lo consiguió en parte creando un nuevo ejército compuesto por esclavos negros (la 'Abid al-Bujari) procedentes del África subsahariana (o descendientes de esclavos importados anteriormente), muchos de ellos musulmanes, cuya lealtad era solo hacia él. El propio Ismaíl era medio negro, ya que su madre había sido una esclava negra.: 231  También dirigió continuamente campañas militares contra rebeldes, rivales y posiciones europeas a lo largo de la costa marroquí. En la práctica, seguía dependiendo de varios grupos para controlar las zonas periféricas, pero logró recuperar muchas ciudades costeras ocupadas por Inglaterra y España y consiguió imponer el orden y una fuerte fiscalidad en todos sus territorios. Puso fin definitivamente a los intentos del Imperio otomano de ganar influencia en Marruecos y estableció una mayor igualdad diplomática con las potencias europeas, en parte obligándolas a pagar rescates por los cristianos cautivos en su corte. La mayoría de estos cristianos eran capturados por las flotas piratas marroquíes, que él patrocinaba en gran medida como medio de ingresos y de guerra. Durante su cautiverio, los prisioneros eran a menudo obligados a trabajar en sus proyectos de construcción. Todas estas actividades y políticas le dieron una reputación de despiadado y cruel entre los escritores europeos y una reputación mixta entre los historiadores marroquíes también, aunque se le atribuye la unificación de Marruecos bajo un liderazgo fuerte (pero brutal).: 230–237 : 225–230 
Además del apego a la ciudad que había adquirido como gobernador, varias razones pudieron empujar a Ismaíl a elegir Mequinez como capital.: 129  Una de ellas pudo ser el hecho de que tuviera que luchar duramente para reconquistar Fez y Marrakech a su sobrino rival (Ahmad al-Mahriz, hijo de Mulay Rashid) durante los primeros años de su reinado, lo que pudo haberle hecho mostrarse escéptico hacia ambas ciudades como posibles centros de poder.: 467–468  Además, Mulay Rashid había guarnecido gran parte de Fez con sus propios contingentes procedentes del Tafilálet y del este de Marruecos, mientras que Mulay Ismaíl estaba formando sus propios regimientos reales personales compuestos por esclavos negros, y es posible que existiera la preocupación de que no todos estos contingentes pudieran guarecerse simultáneamente en Fez. Los 'ulemas (eruditos religiosos) de Fez también desaprobaban especialmente sus costumbres, incluido el uso de esclavos (muchos de ellos de origen musulmán), y mantuvieron tensas relaciones con él durante todo su reinado. La elección de Mequinez le apartó así de la influencia de las élites tradicionales y le permitió construir una nueva base desde la que esperaba ejercer un poder absoluto. La amenaza de ataques del Imperio otomano desde el este (desde Argelia) y la creciente inseguridad en el centro de Marruecos debido a las migraciones tribales desde las regiones del [Cordillera del Atlas|[Atlas]] y el Sáhara también pueden haber persuadido a Ismail de que Mequinez, situada más al oeste, era más defendible que Fez.: 234 : 129, 138 

### Construcción bajo Mulay Ismaíl (1672-1727)

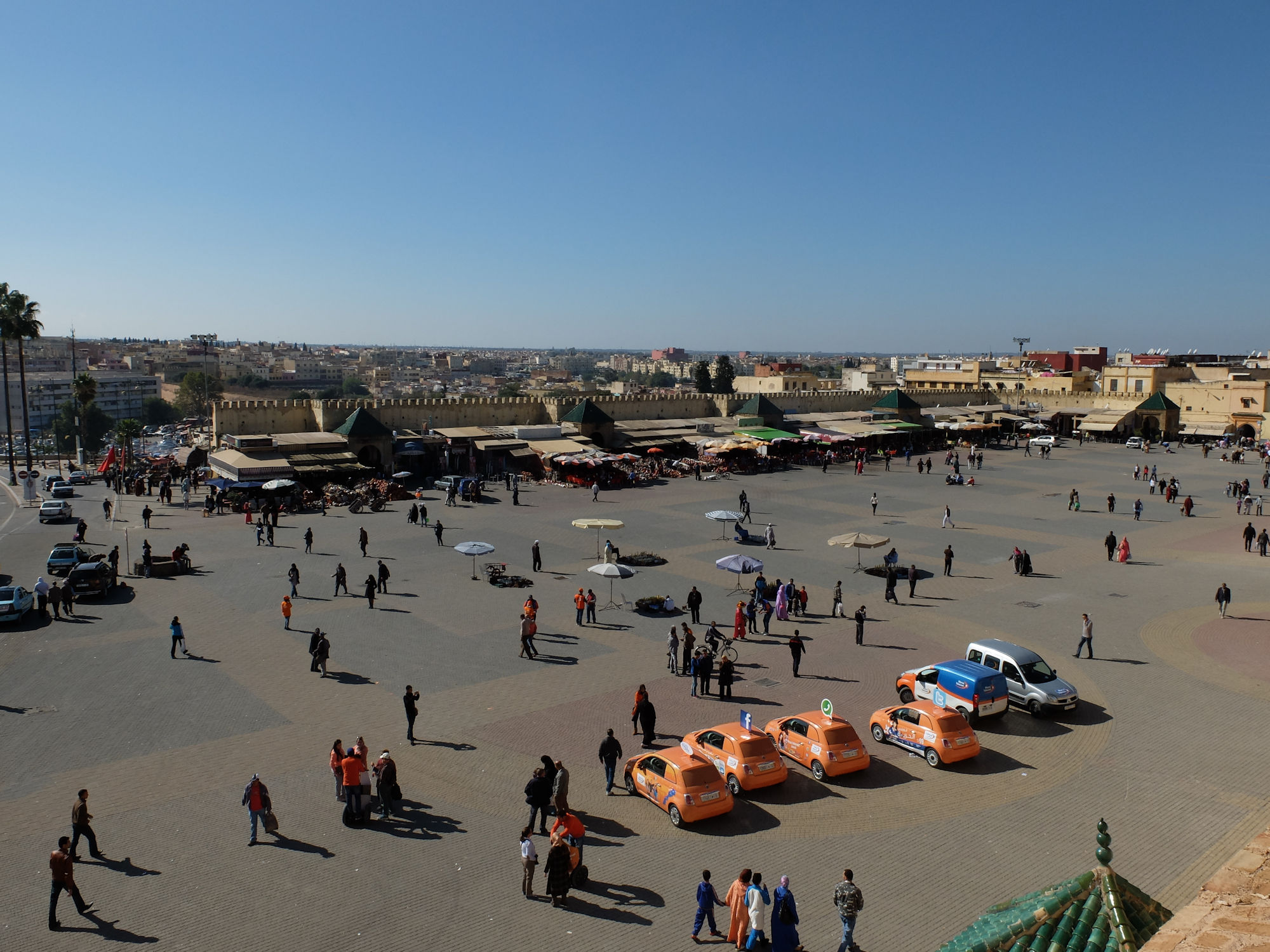
Plaza de El Hedim en la actualidad.

Cualesquiera que fuesen las razones, Ismaíl hizo de Mequinez el centro de Marruecos en su época y la construcción de una nueva ciudad-palacio monumental continuó a lo largo de los 55 años de su reinado.  Las obras del vasto complejo palaciego comenzaron nada más acceder al trono en 1672.  Las estructuras existentes que databan de la anterior Qasba medieval de la ciudad fueron demolidas para dejar sitio; el nombre de la gran plaza pública que se encuentra hoy frente a la Qasba, el-Hedim (o plaza el-Hedim), significa "los escombros" y procede de las masas de escombros y desechos que se amontonaron aquí durante la demolición. Esta limpieza del espacio también permitió al sultán dejar una zona de separación vacía entre las murallas de la Qasba y la ciudad, haciéndolas más defendibles. Fue también en su reinado cuando los habitantes judíos de la ciudad fueron trasladados a un nuevo Mellah o barrio judío al oeste, cerca de la Qasba, no muy diferente del Mellah de Fez o del de Marrakech.: 234  Moulay Isma'il también emprendió obras en toda la ciudad vieja renovando mezquitas, reforzando las murallas y construyendo nuevas puertas de la ciudad (por ejemplo, Bab al-Barda'in y Bab Khemis).
El trabajo lo realizaban tanto trabajadores asalariados como contingentes de esclavos, sobre todo prisioneros cristianos. Las estimaciones sobre el número total de trabajadores implicados oscilan entre 25 000 y 55 000, No obstante, las historias que se cuentan con frecuencia sobre las decenas de miles de esclavos cristianos utilizados como mano de obra y las grandes mazmorras subterráneas donde se les mantenía son algo exageradas y proceden de los relatos de los embajadores europeos que visitaron la corte de Ismaíl (a menudo para negociar la liberación de prisioneros de sus países). En realidad, el número de esclavos cristianos se acercaba probablemente a unos pocos miles como máximo y las cámaras popularmente llamadas "prisiones" eran en realidad almacenes para grano y provisiones.: 106 : 267  Marianne Barrucand, en su estudio sobre los proyectos de construcción de Mulay Ismaíl, cita investigaciones anteriores que estiman el número de esclavos cristianos en la primera mitad de su reinado entre 550 y 650, y en unos 800 en 1708.: 122 

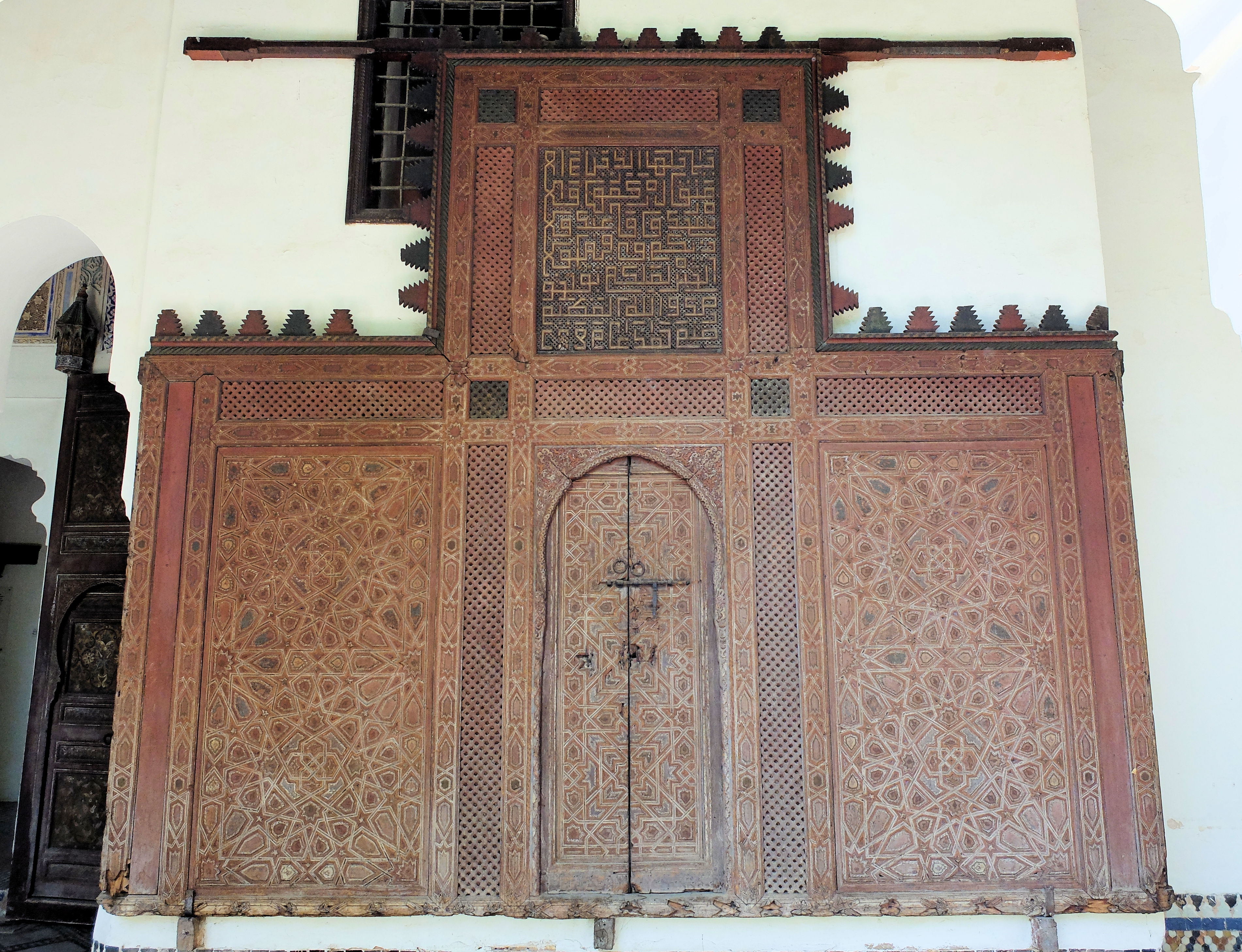
La macsura de la Mezquita de Lalla Aouda, de la época de Mulay Ismaíl (actualmente expuesta en el Museo Dar Jamai de Mequinez).

El primer elemento que se construyó fue el Dar al-Kebira, el palacio privado del sultán y su familia, situado en el emplazamiento de la anterior Qasba de la ciudad. Se terminó en 1679.: 266  La mezquita principal de la Qasba, hoy conocida como mezquita de Lalla Aouda, también fue renovada o reconstruida, posiblemente hacia 1677. Mulay Ismaíl eligió la cercana tumba de un santo local, Sidi Abd ar-Rahman al-Majdoub, como emplazamiento de un nuevo mausoleo que fundó para sí mismo. A lo largo de su reinado se fueron añadiendo o ampliando nuevas estructuras a la Qasba. Una de las últimas construcciones antes de su muerte, llevada a cabo entre 1721 y 1725, fue el Heri al-Mansur, un palacio en el extremo sur de la Qasba (que aún se conserva en parte) que incluía vastos establos. La puerta monumental conocida como Bab Mansur al-Alj (o Bab Mansour), que aún se conserva con vistas a la plaza al-Hedim, no fue terminada hasta 1732 por su hijo Mulay Abdallah. Su otro hijo y breve sucesor, Ahmed ben Ismaíl, llevó a cabo modificaciones en el mausoleo de Ismail durante sus dos breves reinados (en 1727-28 y 1728-29) y él mismo fue enterrado aquí en 1729..

### Después de Mulay Ismail

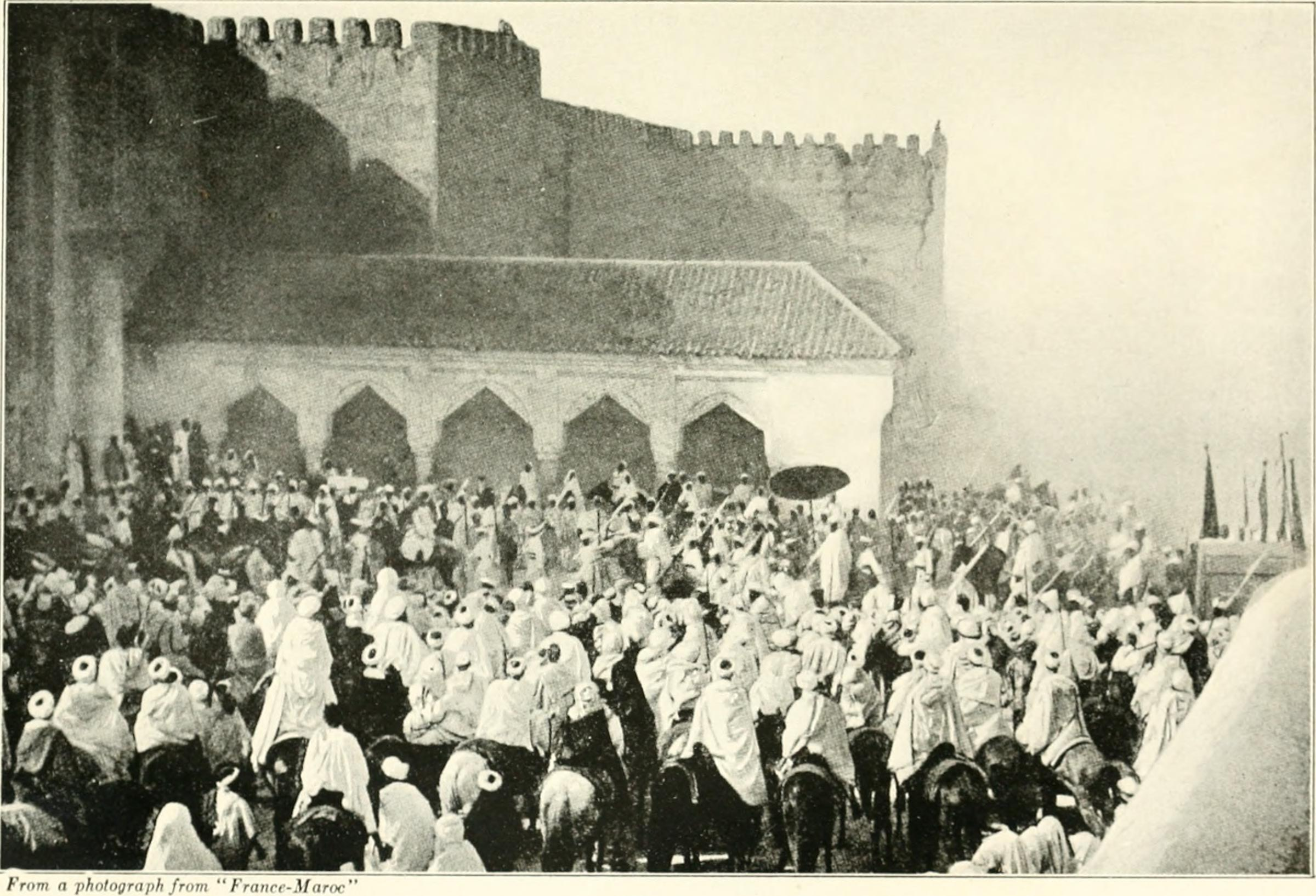
Ceremonia real frente a Bab Mansour en 1920, con la logia del de Abd ar-Rahmán ibn Hisham visible en la parte trasera.

Sin embargo, tras la muerte de Moulay Ismaíl, la situación política de Marruecos degeneró en una relativa anarquía. Sus hijos lucharon entre sí por el poder y su antiguo ejército 'abid se convirtió en el poder dominante del Estado, gobernando efectivamente detrás del trono. Mequinez perdió su condición de capital y sufrió daños en el terremoto de Lisboa de 1755. La ciudad quedó abandonada y muchas partes de la enorme Qasba imperial se deterioraron. En los siglos siguientes, el lugar solo recibió atención real ocasional. El sultán Muhammad ibn Abdallah, que gobernó entre 1757 y 1790, añadió el palacio Dar al-Bayda en el jardín de Agdal, al sureste del complejo palaciego principal, que más tarde se convirtió en la Academia Militar Real de Mequinez. También construyó la Mezquita Er-Roua en la parte sur de la Qasba (no lejos del Heri al-Mansur), que es la mezquita más grande de Mequinez.: 391  El Dar al-Kebira, sin embargo, fue abandonado y transformado progresivamente en un barrio residencial donde los habitantes construyeron sus casas dentro y entre las antiguas estructuras palaciegas de la época de Ismaíl. A principios del siglo XIX, el sultán Mulay Abd ar-Rahman añadió una logia frente a la Bab al-Mansur que servía como lugar de reunión para ceremonias y para el tribunal del gobernador, aunque esta estructura se eliminó posteriormente.
Hoy en día, una parte de la Qasba, el Dar al-Makhzen, todavía es utilizada por el rey de Marruecos y está prohibida al público. Otros sitios, como el mausoleo de Moulay Ismaíl o y Heri es-Souani están abiertos como sitios religiosos o atracciones turísticas.

## Diseño

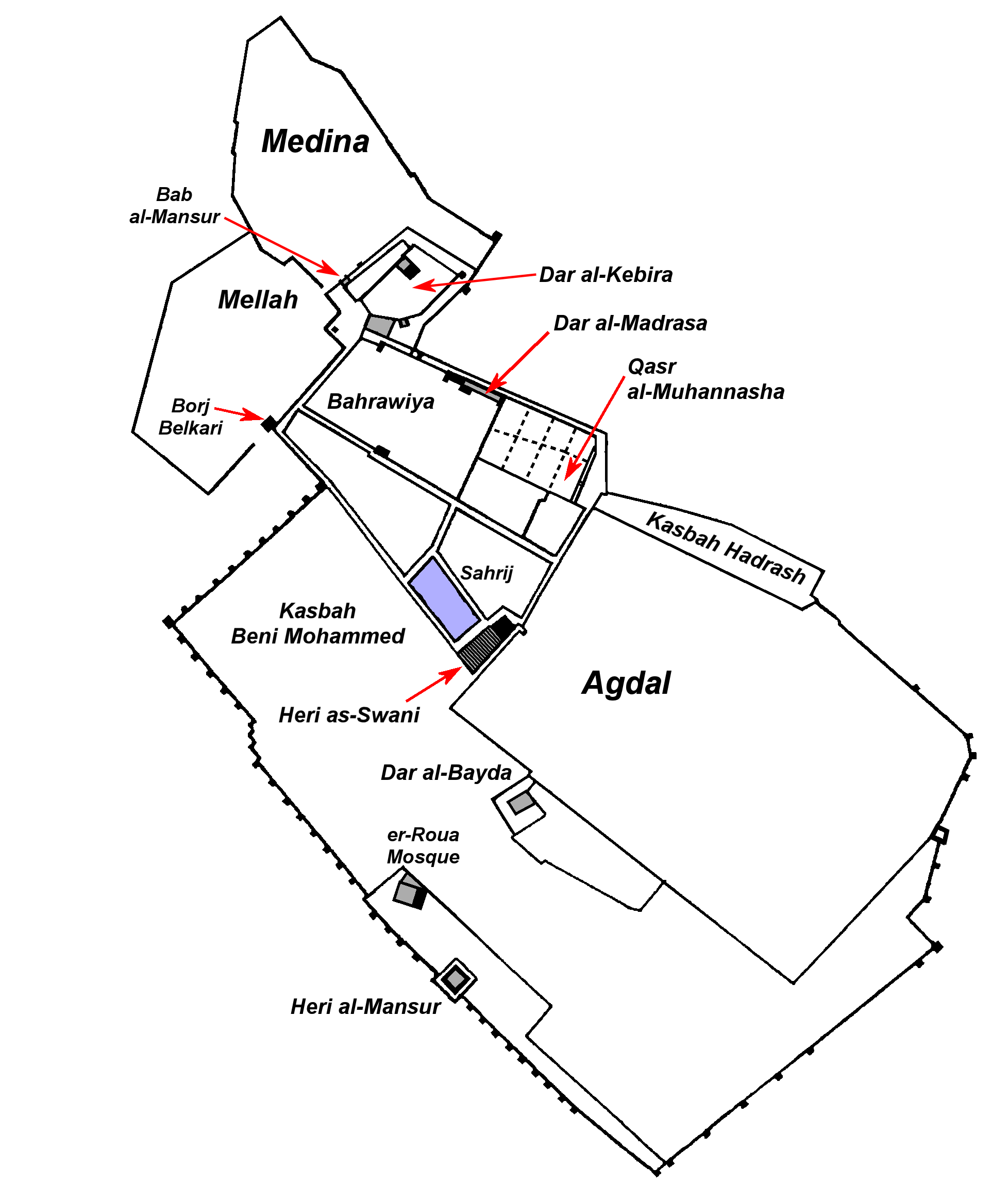
Mapa de la Qasba de Mulay Ismaíl, relativo a la ciudad antigua (medina), con áreas notables indicadas.

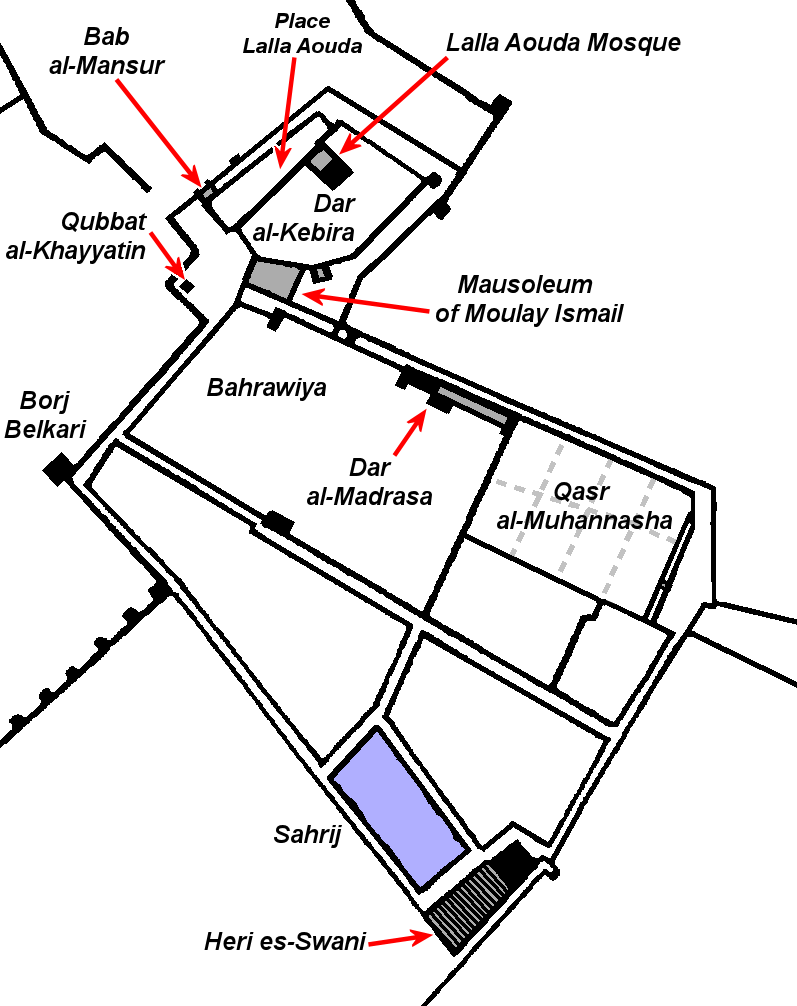
Lugares y zonas de interés en torno a Dar al-Kebira y los principales palacios.

### Diseño general y arquitectura
La Qasba de Mulay Ismaíl ocupa una vasta superficie cuadrangular rodeada por un circuito de murallas de más de 7 km de largo. Dentro de esta zona hay varios recintos amurallados que contenían sus propios palacios independientes, mientras que más allá existían otros edificios palaciegos y estructuras funcionales. Una gran parte de la Qasba, sobre todo las zonas sur y este, estaba ocupada por jardines, campos y campos de entrenamiento. Dos qasbas o recintos periféricos formaban parte de la gran Qasba y hoy en día están ocupados por barrios residenciales: la Qasba Beni Muhammad y la Qasba Hadrash.
Los principales materiales utilizados para la construcción eran la tierra apisonada y el tapial, con el que se construían la mayoría de los muros, así como el mármol, el yeso y los azulejos utilizados para la decoración. Los spolia de la Antigua Roma y los spolia saadíes más recientes (especialmente el mármol) fueron saqueados de otros yacimientos de Marruecos siempre que estaban disponibles (como Volubilis y el Palacio El Badi) y reutilizados para los palacios.: 193  Los motivos decorativos expuestos responden a las tradiciones artísticas existentes en la arquitectura marroquí, que a estas alturas se había fusionado con la arquitectura morisca anterior.
La disposición general de los edificios refleja la de la Qasba de Marrakech y otros palacios de la época islámica de la región: una serie de jardines cerrados, pabellones y apartamentos formaban múltiples palacios autónomos, con sus propios servicios e infraestructuras, que existían por separado y en conjunto en todo el lugar. La disposición espacial de Qasr al-Muhannasha se asemeja mucho a la del palacio El Badi de Marrakech de la época saadí. Sin embargo, la Qasba de Ismaíl era más grande que nunca. Según algunas estimaciones, su superficie era cuatro veces mayor que la de la antigua ciudad de Mequinez. La arquitectura del reinado de Mulay Ismaíl en Mequinez se distingue igualmente por su tamaño y escala. La envergadura y la ambición del proyecto han llevado a los historiadores a apodarlo el "Versalles de Marruecos". La Qasba también contiene una gran cantidad de espacios vacíos o abiertos en comparación con el denso tejido urbano de la ciudad antigua. Este contraste también mantenía la tradición de aislar al sultán y su familia del ruido y las multitudes de la ciudad popular, una tendencia patente en la región desde principios del periodo islámico con ejemplos como Medina Azahara.: 192 

### Infraestructura
El complejo palaciego destaca también por el gran desarrollo de sus infraestructuras. Su suministro de agua era especialmente sofisticado para la época, ya que utilizaba una versión temprana de fontanería interior que distribuía el agua a los edificios de toda la Qasba a través de canales y tuberías subterráneas de terracota. El agua se extraía directamente de la capa freática de la llamada Casa de las Diez Norias (o Dar al-Ma) mediante un sistema hidráulico mecánico de cubos encadenados accionados por una rueda. Se considera que este sistema de suministro de agua y de fontanería subterránea está un siglo por delante de la infraestructura que se encuentra en los palacios y construcciones europeos contemporáneos.
Además de esta infraestructura cívica, el diseño de la Qasba parece hacer hincapié en las fortificaciones de protección, incluso en comparación con las anteriores ciudadelas reales. Sus muros defensivos exteriores (construidos con tierra apisonada) tenían un asombroso grosor de 7 metros y sus ángulos o esquinas solían estar fortificados con enormes bastiones (como Borj Belkari). Especialmente cerca de la ciudad vieja, la Qasba y sus palacios estaban protegidos por dos o más líneas de muros defensivos. Las carreteras y puentes también conectaban todas las zonas, lo que facilitaba el movimiento de tropas. Los numerosos y enormes graneros e instalaciones de almacenamiento (como Heri es-Souani y la llamada "Prisión" de Qara) para alimentos y suministros también estaban diseñados para permitir a los habitantes de la Qasba sobrevivir a un largo asedio; según se dice, Mulay Ismaíl afirmó que su ciudadela podía resistir diez años bajo asedio. A pesar de este énfasis en la defensa, la Qasba nunca fue sometida a un asedio real en tiempos de Ismaíl.

## Estructuras principales

### Murallas y fortificaciones defensivas
El recinto de la Qasba está rodeado y protegido por imponentes y gruesos muros, gran parte de los cuales se conservan en la actualidad. Los muros, como los de los palacios y los de la mayoría de las murallas marroquíes, eran de tapial o tierra apisonada. Tenían un grosor medio de unos 7 metros, notable incluso para la época. Las murallas estaban coronadas a lo largo por los típicos merlónes puntiagudos que abrigaban un "camino de ronda", y reforzadas a intervalos por torres-bastiones cuadradas. Detrás de las murallas había carreteras de circunvalación y pasadizos que permitían desplegar tropas dentro de la Qasba a lo largo de las murallas con facilidad.
Algunas de las esquinas principales del circuito de murallas se defendían además con fuertes bastiones cuadriláteros aún mayores que dominan sus alrededores. Entre ellos se encuentran el Borj Belkari al suroeste de la Bab al-Mansour, con vistas al Mellah, el Borj al-Mars en la esquina occidental de la Qasbah, el Borj Bibi 'Aisha en su extremo oriental y el Borj al-Ma' cerca de la esquina noreste del complejo de Dar al-Majzén. El Borj Belkari fue declarado monumento histórico nacional en 1932 y, en el XXI, se convirtió en un museo de cerámica de la región del Rif.
Las fortificaciones de la Qasba eran más extensas al norte, en el lado que daba a la ciudad, lo que sugiere que Mulay Ismaíl veía a los habitantes de la ciudad como una amenaza igual o incluso mayor. En gran parte de su longitud, las murallas eran dobles y consistían en dos líneas de murallas con un claro entre ellas, siendo generalmente la muralla exterior la más fortificada. Otra línea de murallas fortificadas rodeaba también los palacios de Dar al-Kebira, dotando a esta parte de la Kasbah de tres capas de defensa.

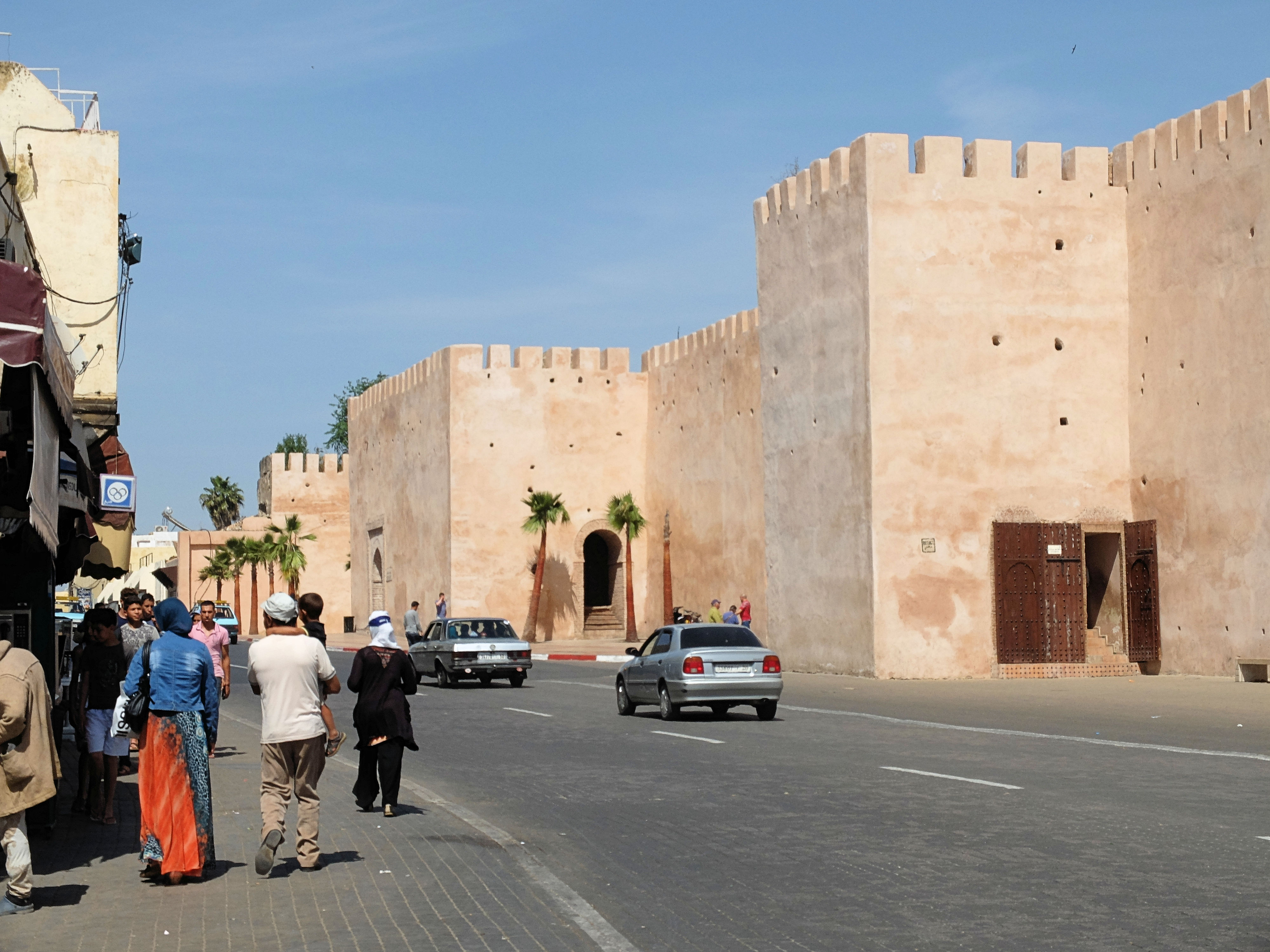
Las murallas noroccidentales de la Kasbah, al borde de la medina.
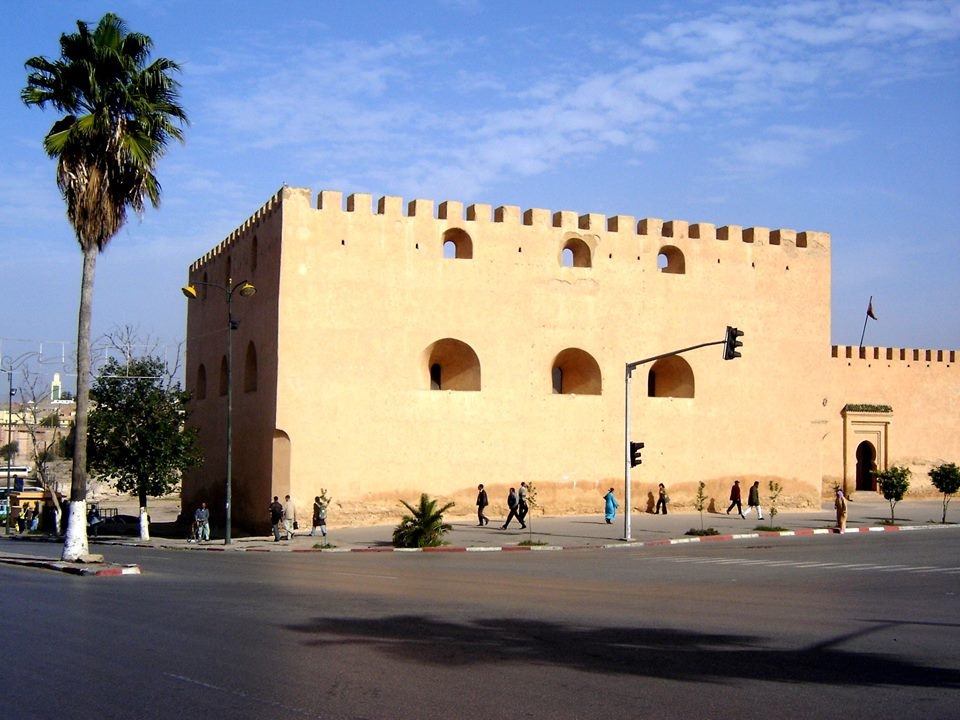
Borj Belkari, un enorme bastión de esquina en las murallas de la Qasba (situado al noroeste
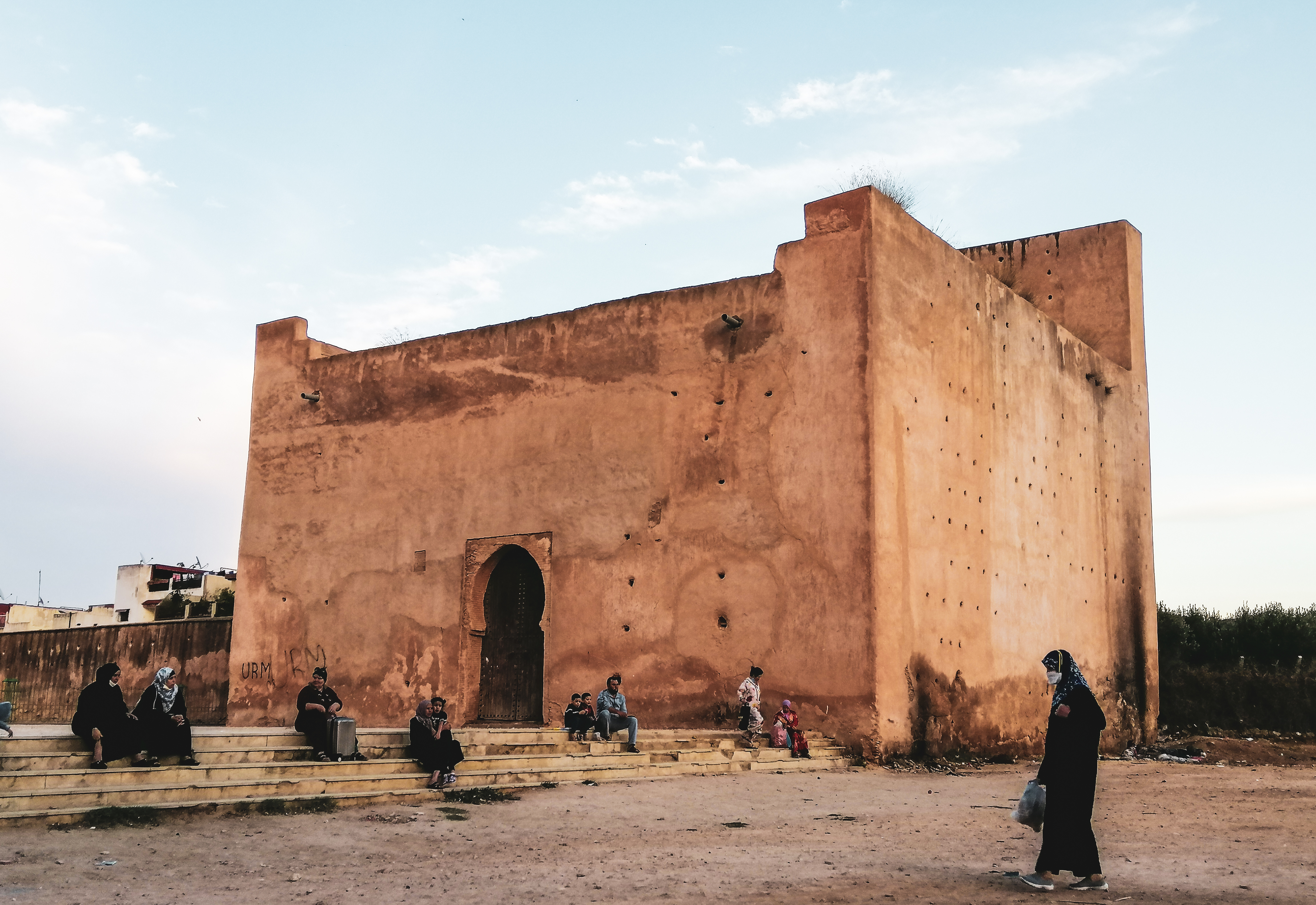
Borj al-Mars (o Borj el-Mers), bastión situado en el extremo occidental de las murallas de la Qasba.
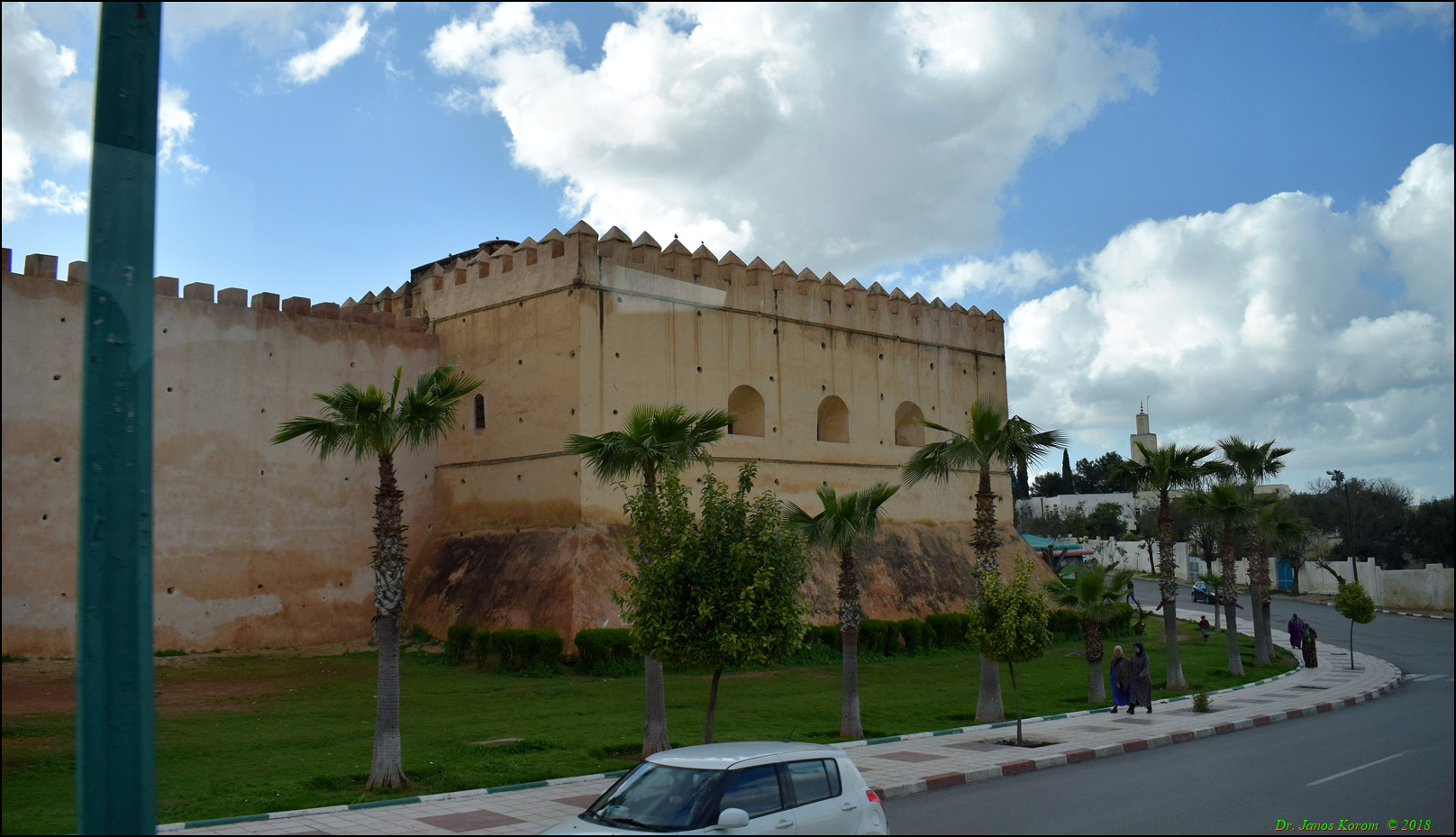
Borj al-Ma, bastión situado en el ángulo noreste de la muralla exterior, cerca del Dar al-Makhzen y de la avenida assarag.
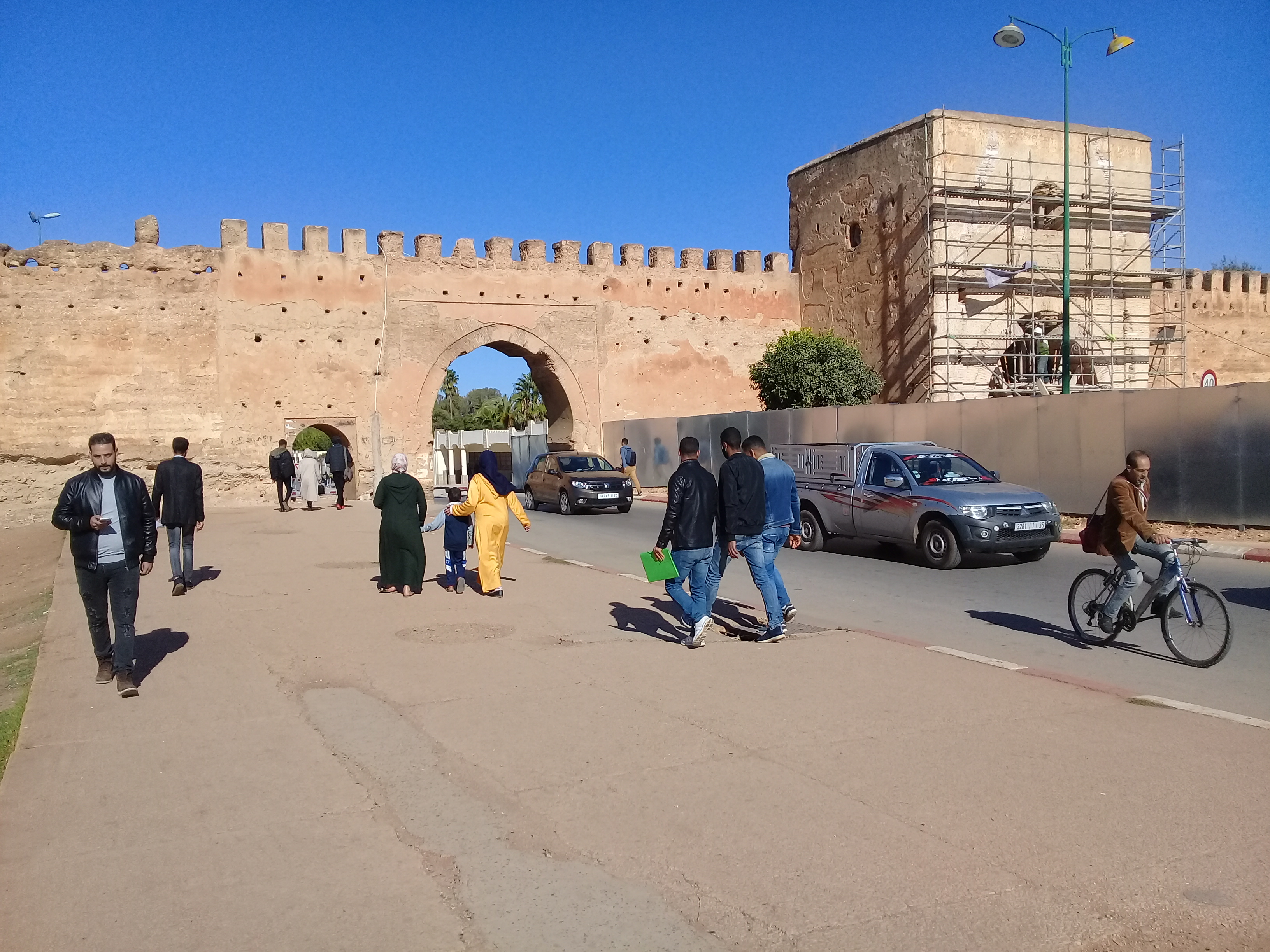
Bab al-Qasdir, puerta de la muralla exterior sureste de la Qasba; la puerta original pasaba por la torre de la derecha.

### Bab Mansur

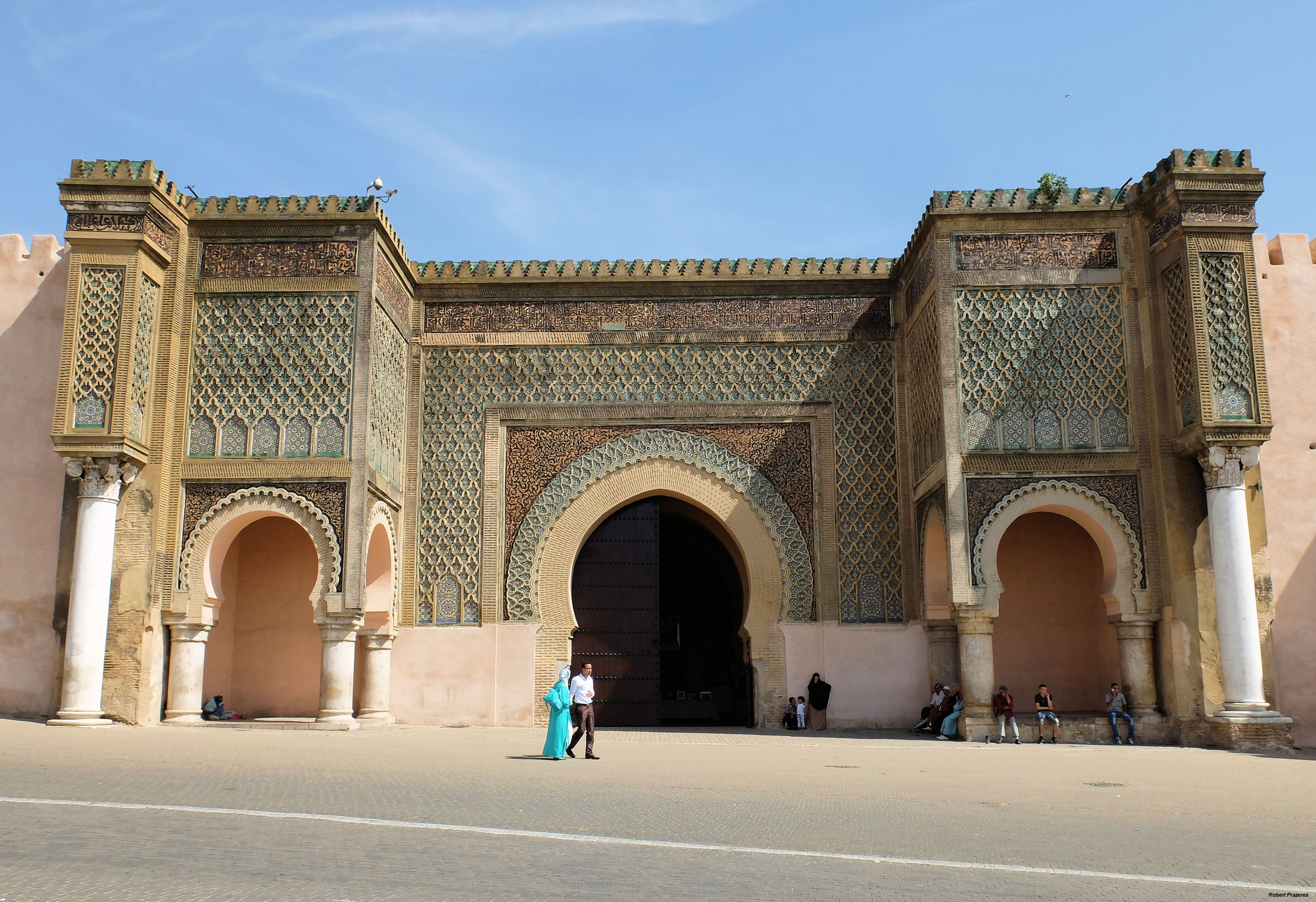
La puerta Bab Mansur.

Las murallas exteriores de la Qasba son visibles hoy en día a lo largo del lado sureste de la medina (ciudad vieja) y de la "Plaza el-Hedim". Es una vasta plaza abierta en el centro de la ciudad histórica actual, debe su nombre a los escombros que se amontonaron aquí cuando Mulay Ismaíl demolió la antigua qasba de la ciudad y despejó la zona para la construcción de su nuevo complejo palaciego. Desde el sureste, esta plaza está dominada por una puerta monumental y ornamental llamada Bab Mansur al-Alj o Bab Mansur (también llamada Bab Mansur al-Ilj, Bab Mansur al-Eulj, Bab el-Mansur, etc.).

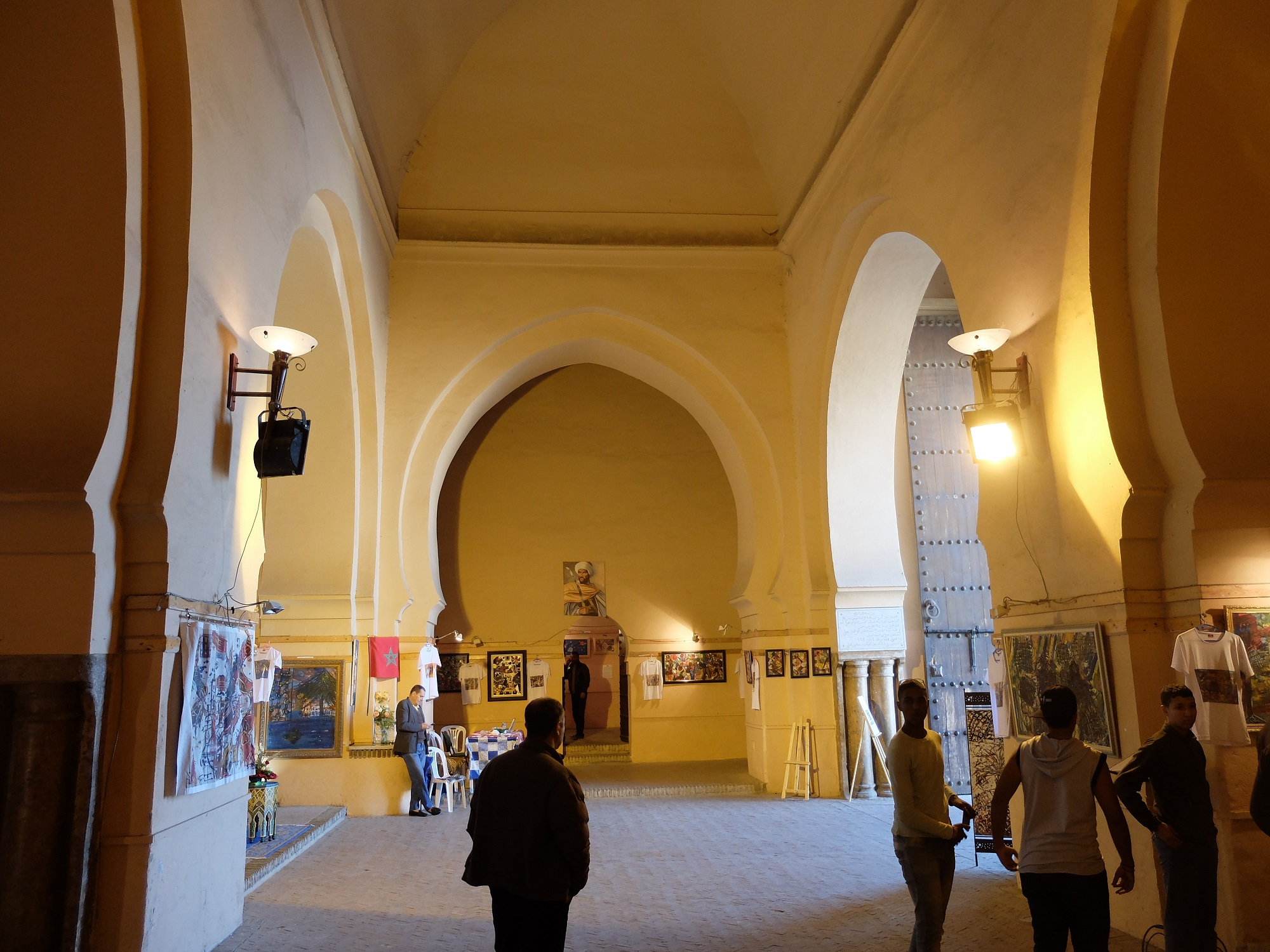
El pasadizo de la puerta curva en el interior de Bab Mansur.

Iniciada en los últimos años del reinado de Mulay Ismaíl, la puerta fue terminada en 1732 por su hijo Abdallah IV ben Ismaíl. La finalidad de la puerta era más ceremonial que defensiva, con el objetivo de impresionar a los visitantes. Su nombre proviene del arquitecto y diseñador de la puerta, Mansour al-'Alj (el "Apóstata victorioso"), un antiguo esclavo cristiano que se convirtió al Islam. El diseño general de la puerta se basa en prototipos almohades (como Bab er-Rouah, Bab Agnaou, etc.), con una gran abertura de arco de herradura y bastiones flanqueantes, pero también presenta importantes novedades. En particular, los bastiones o torres cuadradas flanqueantes se apoyan en cuatro gruesas columnas achaparradas en las esquinas con arcos de herradura entre ellas, creando una logia hueca en la base de las torres. Más hacia los lados, flanqueando los bastiones, hay columnas macizas de mármol que sostienen grandes pilastras salientes por encima. Las columnas, con capiteles compuestos ornamentados, son de origen  romano, probablemente de la cercana Volubilis.
En el interior, el paso de la puerta es curvo, gira 90 grados dos veces, y salva la distancia entre las dobles murallas de la Qasba, dando acceso a la plaza de Lalla Aouda más allá.

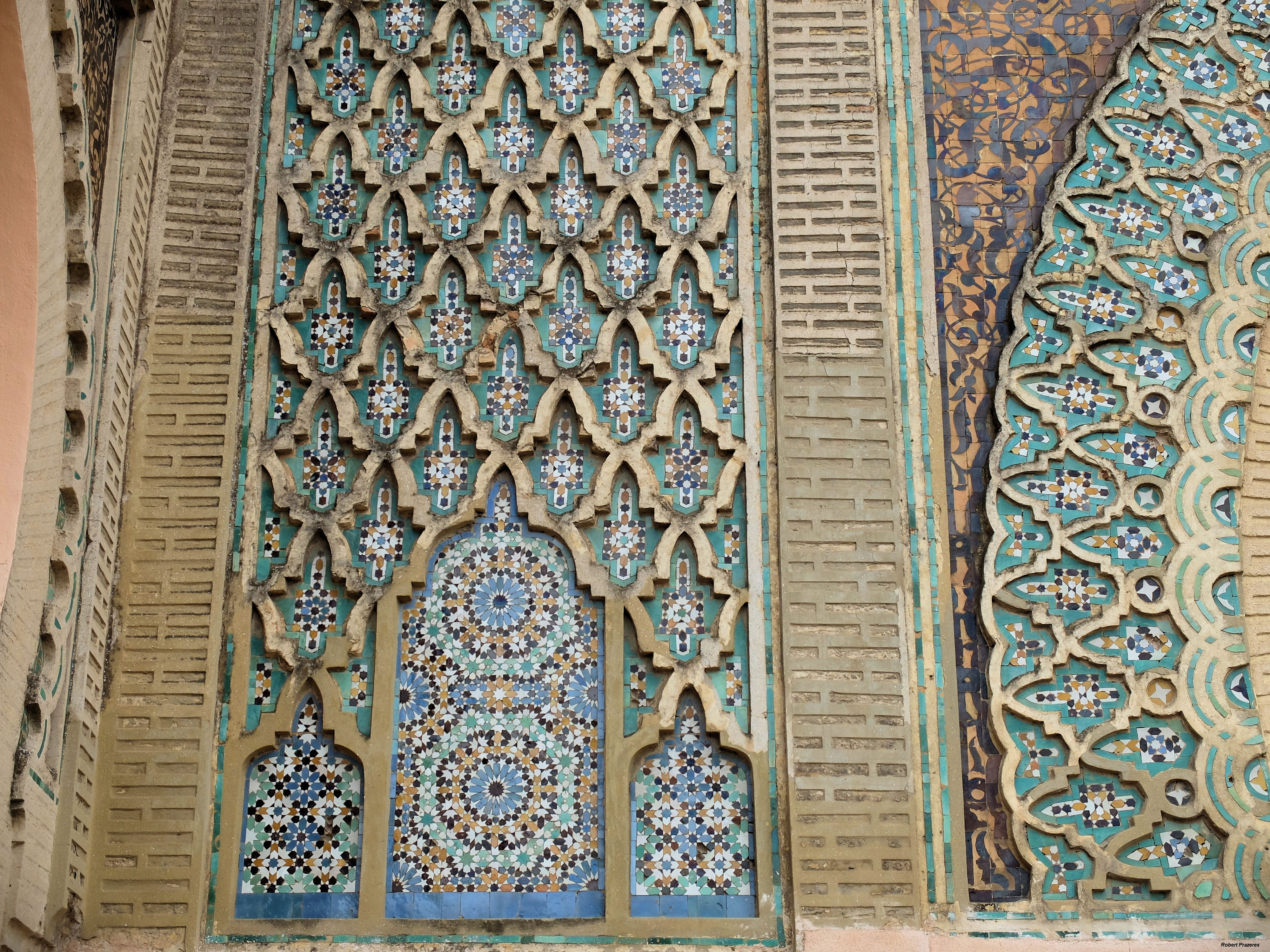
Detalle de la decoración sebka y zellige de Bab Mansur.

Casi toda la fachada de la puerta, incluidos los bastiones que la flanquean, está cubierta de una profusa decoración. Consiste en un motivo darj-wa-ktaf (un estilizado diseño en forma de rombo de la arquitectura marroquí) que se repite y enmarca el arco principal de la puerta y llena los espacios sobre las columnas de los baluartes laterales. Los espacios vacíos dentro de este motivo están totalmente rellenos de coloridos zellige' (mosaicos de azulejos), otra característica nueva en las puertas monumentales marroquíes. Las enjutas de los arcos están rellenas de azulejos pintados con arabescos. En la parte superior de la puerta, por encima del resto de la decoración y a lo largo de toda su longitud, hay una elaborada inscripción árabe pintada sobre azulejos que describe la construcción de la puerta, rematada a su vez por pequeños merlones en forma de "dientes de sierra".

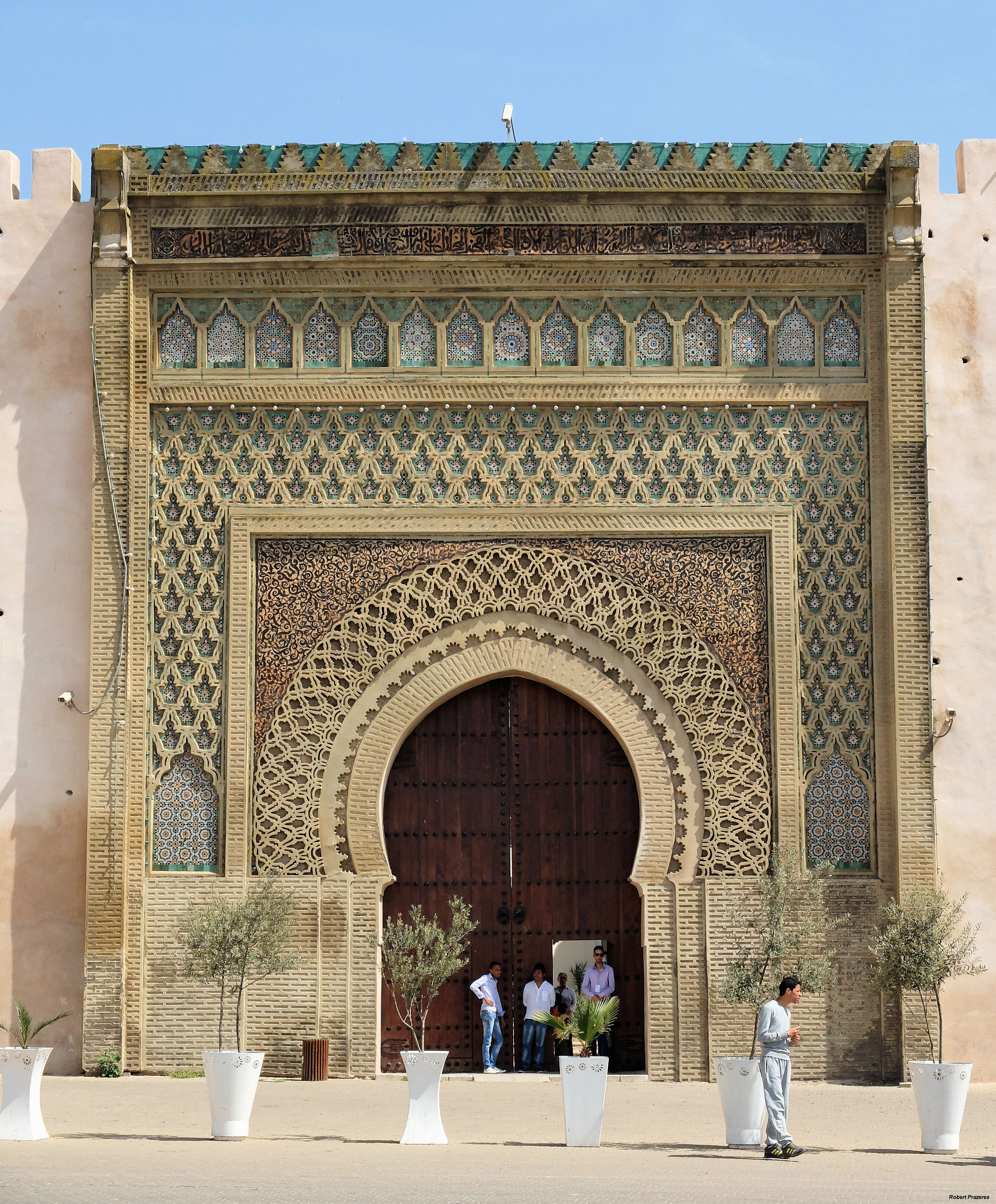
Bab Jama' en-Nouar, cerca de Bab Mansur.

A principios del siglo XIX, el sultán Abd ar-Rahmán ibn Hisham añadió una estructura tipo logia justo fuera de la puerta, a la derecha (lado suroeste), que ya no existe en la actualidad. La estructura servía como lugar de reunión para militares y altos funcionarios, como tribunal del gobernador de la ciudad y para celebrar otras ceremonias militares o religiosas. En la actualidad, la puerta suele estar cerrada, pero su interior a veces está abierto para albergar exposiciones.
Otra puerta ornamentada, Bab Jama' en-Nouar, también se alza a poca distancia hacia el suroeste a lo largo de la misma muralla. Tiene una decoración similar a la mayor Bab Manour y se cree que también data de la época de Mulay Ismaíl.: 391 

### Plaza Lalla Aouda (Mexuar)

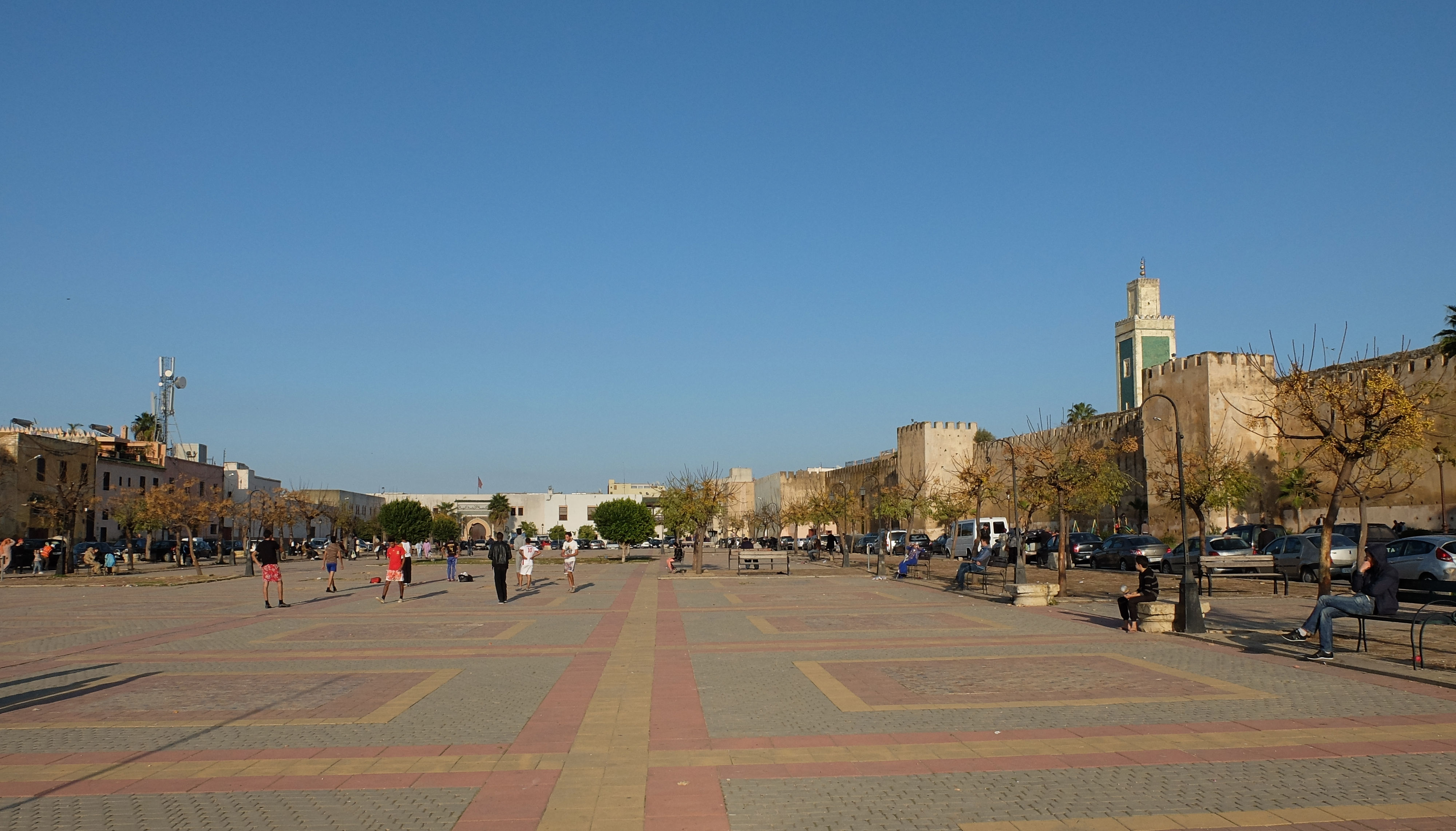
Plaza de Lalla Aouda en la actualidad; el alminar de la Mezquita de Lalla Aouda es visible a la derecha.

La plaza de Lalla Aouda, que sigue existiendo hoy en día, es una gran plaza pública a la que se accede por la Bab Mansur. Servía como mexuar  del palacio, un patio de armas donde podían celebrarse ceremonias oficiales, recepciones y desfiles militares. En el extremo oriental de la plaza, a la que se accede a través de una de las dos puertas de las murallas, se encuentra la mezquita de Lalla Aouda.

#### Mezquita de Lalla Aouda
Se trata de la principal mezquita real de la Qasba, renovada o reconstruida por Mulay Ismaíl, posiblemente hacia 1677, en el emplazamiento de la antigua mezquita de la qasba del benimerín. Se accedía a ella a través de dos puertas monumentales desde la plaza de Lalla Aouda o por otra puerta situada cerca del muro de la alquibla (sureste) y a la que se accedía directamente desde los palacios. Desde las puertas de la plaza Lalla Aouda, se accedía a la mezquita a través de un pequeño patio o plaza amurallada (algo poco habitual en una mezquita), en cuyo lado sureste había una madrasa y una casa de abluciones. La mezquita tiene un patio interior o sahn, rodeado por una galería arcada y por la sala de oración interior principal al sureste. Otra característica inusual son las dos grandes cámaras enfrentadas en los lados suroeste y noreste del patio, una de las cuales servía como sala de oración para las mujeres y la otra como biblioteca. El gran alminar de tejas verdes de la mezquita, bien visible desde la plaza de Lalla Aouda, es similar en forma y decoración al de la Gran Mezquita de Mequinez de la ciudad.

### Dar al-Kebira
El Dar al-Kebira (también escrito Dar Kebira) o Dar Kbira  es el más antiguo y pequeño de los palacios construidos dentro de la Qasba, terminado en 1679 y con una superficie de 13,5 hectáreas. Su nombre significa "la Gran Casa" y era el palacio privado de Mulay Ismaíl y su familia. Consistía en una serie de subpalacios más o menos independientes, cada uno de ellos con un patio rectangular alrededor del cual se disponían habitaciones, salas de recepción, cocinas, baños (hammams) y jardines. Al igual que los demás recintos palaciegos construidos posteriormente, el Dar al-Kebira estaba rodeado por su propia muralla defensiva. Su puerta principal, con una decoración más recargada al estilo de otras puertas de la época de Mulay Ismaíl, es la Bab ad-Dar al-Kabira o Bab Dar el-Kebira al sur, terminada en 1679-80, lo que la convierte en la primera puerta terminada de la Qasba. A la mezquita de Lalla Aouda, que servía como mezquita principal del palacio, también se podía entrar directamente desde los palacios a través de un pasadizo en su alqibla (lado sureste). En el lado suroeste del complejo palaciego se encuentra el mausoleo de Mulay Ismaíl, al que se accede desde la carretera entre el Dar al-Kebira y los otros palacios al sur. Al este del Dar el-Kebira, fuera de las murallas de la ciudad, hay un cementerio y el barrio de Sidi Amar.
Lo único que queda del palacio de Dar al-Kebira son algunos de sus muros en ruinas. El emplazamiento del palacio se ha convertido en un barrio residencial donde los residentes han construido sus casas dentro y entre los muros del antiguo palacio, con algunos de sus muros y pasadizos aún visibles.

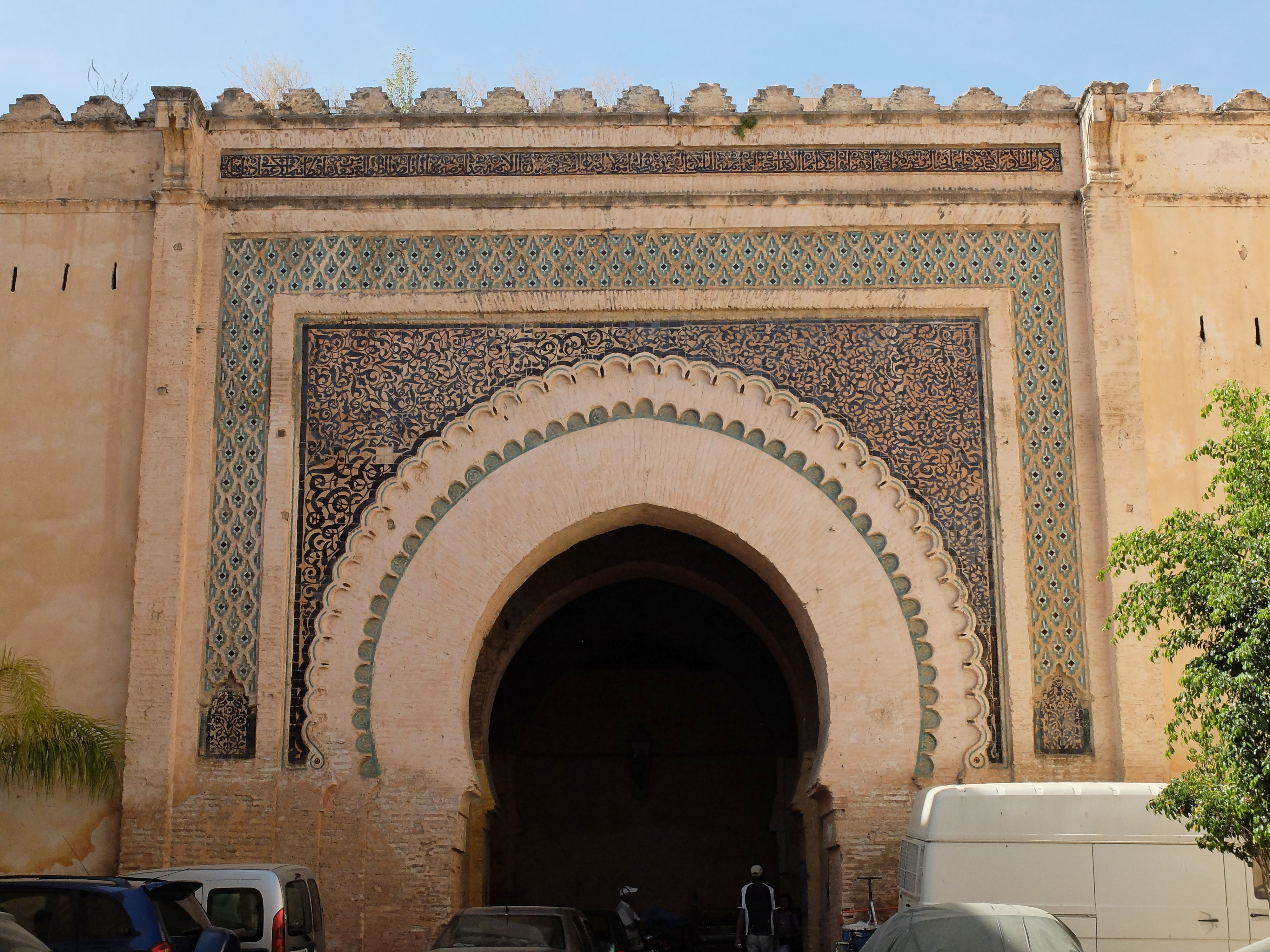
La puerta del Dar al-Kebira (en el lado sur del barrio).
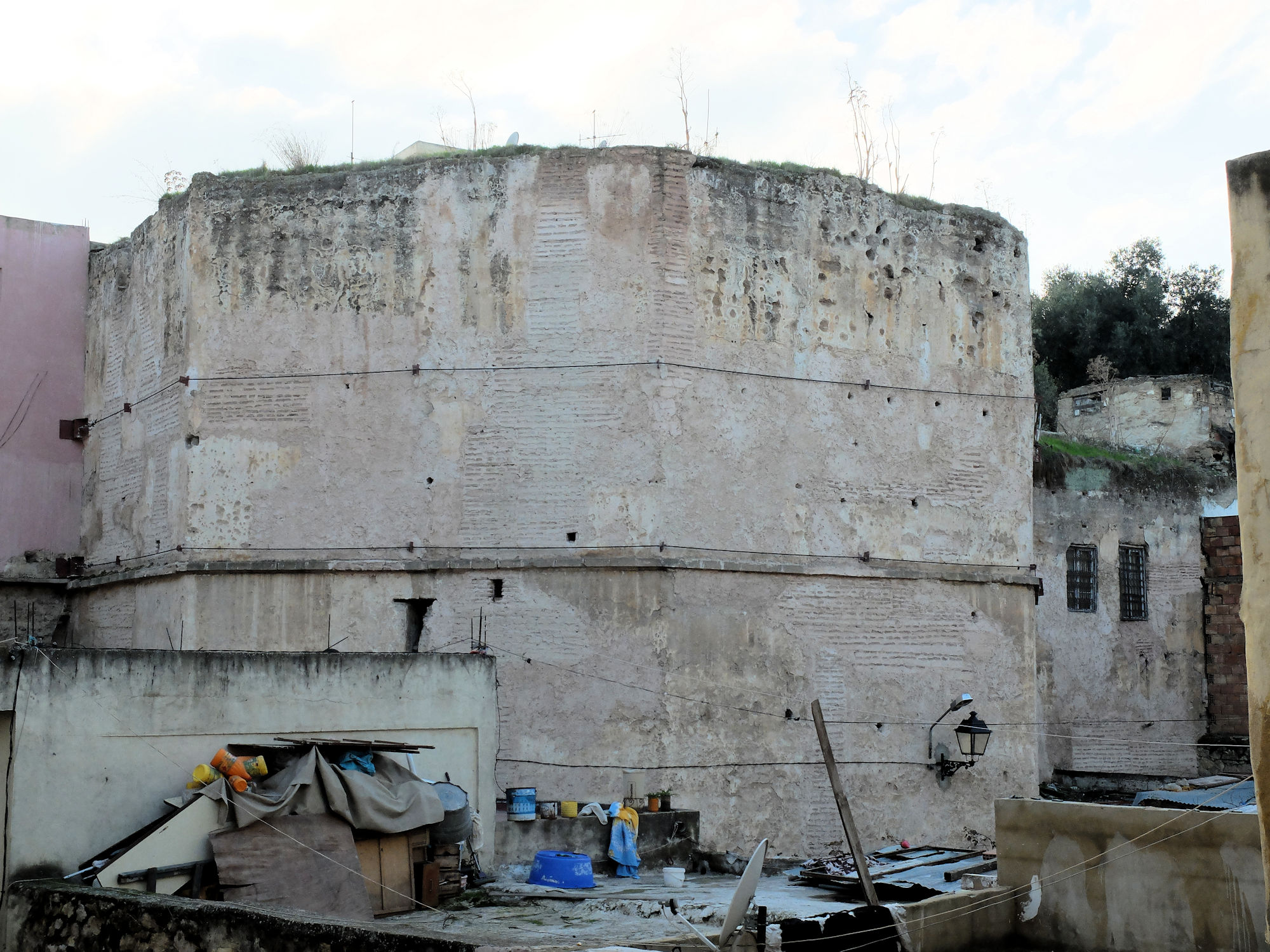
La torre del bastión noreste de la antigua muralla que rodeaba Dar al-Kebira.
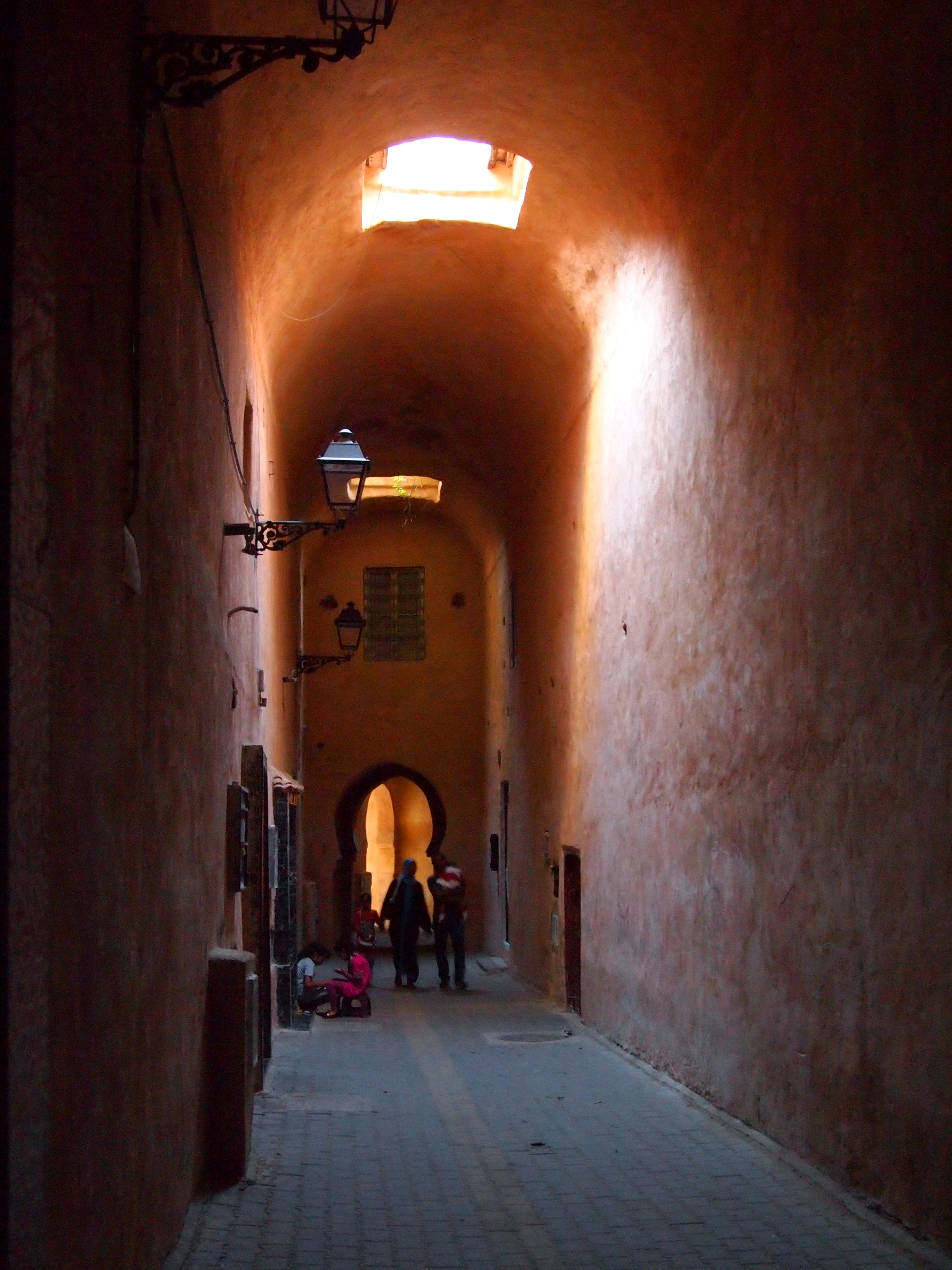
Pasadizo abovedado en el barrio de Dar al-Kebira, vestigio del antiguo palacio
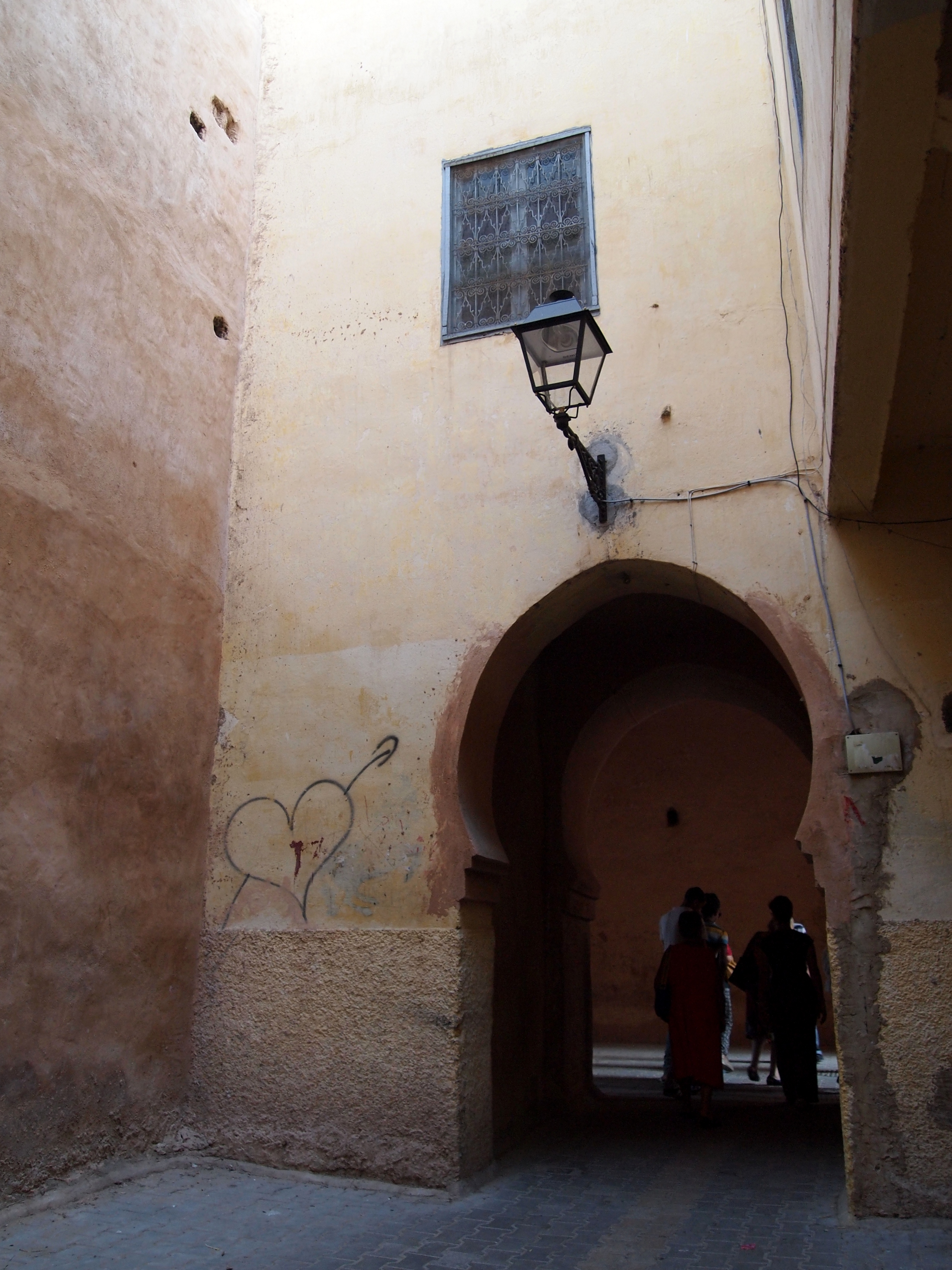
Calles y pasadizs del barrio de Dar al-Kebira en la actualidad.
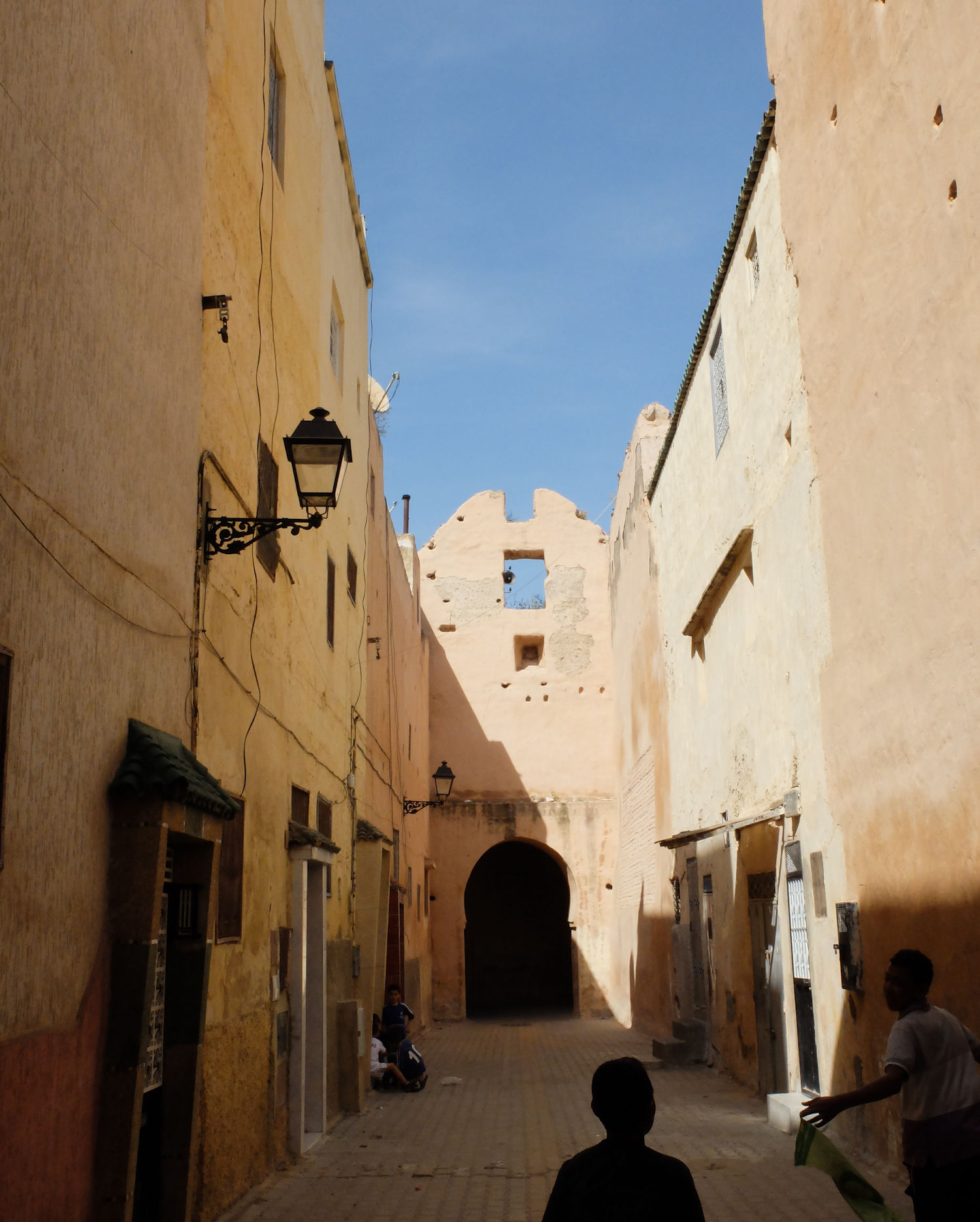
Calles y pasadizos del barrio de Dar al-Kebira en la actualidad.
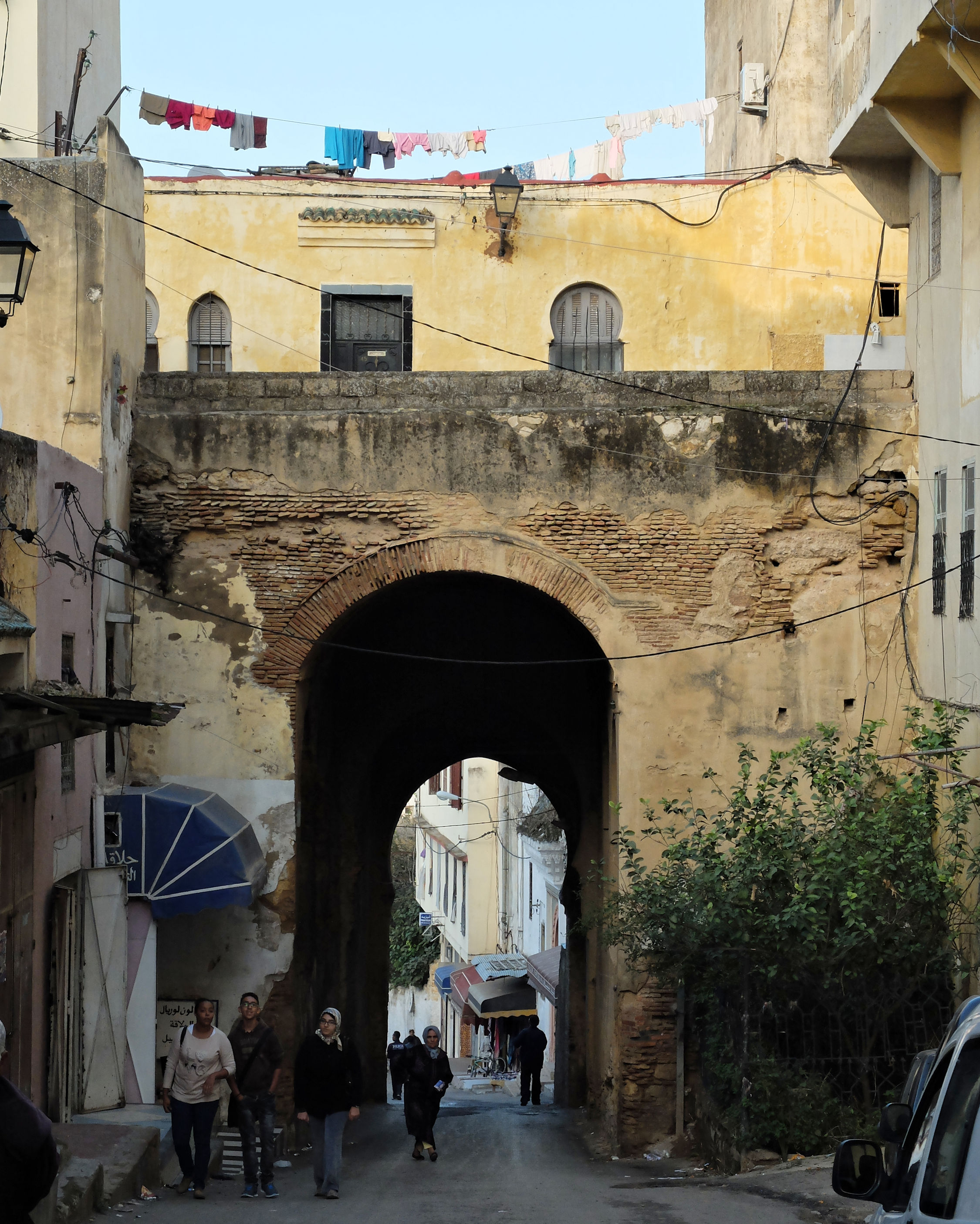
Bab al-Hayyar, puerta noreste de Dar al-Kebira.

### Qubbat al-Khayyatin
La Qubbat al-Jayyatin ("Cúpula de los Sastres") fue originalmente un salón de recepción de Mulay Ismaíl para los embajadores extranjeros, por lo que también se conoce como el Pabellón de los Embajadores. Su nombre actual deriva de su uso posterior como taller para la creación de uniformes militares. A finales del XX se utilizó como taller de carpintería antes de convertirse en una atracción turística.: 111  La estructura tiene la forma de un gran pabellón al que da una gran plaza abierta, situada en una amplia terraza directamente al suroeste del palacio Dar al-Kebira. La fachada del edificio está marcada por una puerta monumental que conduce a la sala principal. El interior, de planta más o menos basilical, está dividido por dos filas de arcos que forman una nave central. En algunas zonas se conservan algunos ejemplos de decoración tallada en estuco y el suelo y las paredes inferiores están cubiertos de azulejos zellige, pero esto también es fruto de una importante restauración.

### Prisión de Qara

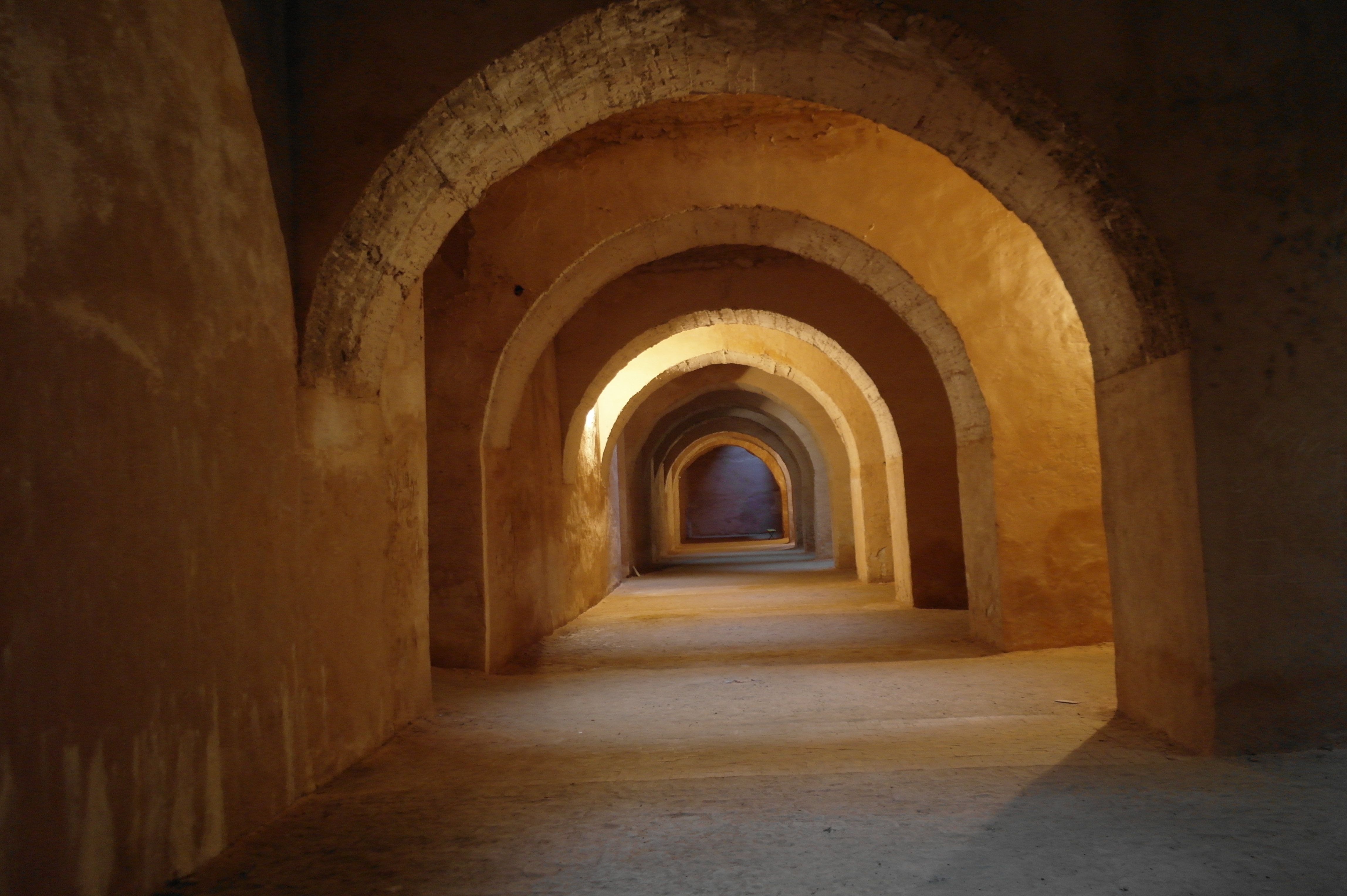
La "Prisión de Qara", un almacén o silo subterráneo cerca del Qubbat al-Jayyatin.

Bajo la plaza situada frente al Qubbat al-Jayyatin hay una serie de grandes cámaras subterráneas abovedadas, algunas de las cuales aún están tapiadas y no se han explorado por completo. La estructura se describe popularmente como una "prisión" donde se encerraba a los cautivos cristianos, y una historia afirma que se construyó y recibió el nombre de un prisionero portugués al que Mulay Ismaíl prometió liberar si construía una prisión que pudiera albergar a más de 40 000 cautivos. Sin embargo, la mayoría de los estudiosos creen que la estructura era en realidad un almacén o silo de la época de Mulay Ismaíl.: 111  El número de prisioneros cristianos era mucho menor (según algunas estimaciones, menos de mil) y es probable que fueran alojados en varias zonas diferentes en distintas épocas; la última de ellas cerca de un convento franciscano en la antigua medina, cerca de la actual mezquita de Zaytuna.: 123  No obstante, la estructura subterránea sigue conociéndose hoy como la prisión de Qara o Habs Qara (en árabe: حبس قارا‎, lit. 'Prison de los calvos') Al parecer, otras partes del complejo palaciego de Mulay Ismaíl también se construyeron sobre subestructuras abovedadas similares que servían de almacén para suministros y equipo militar.: 396 

### Mausoleo de Mulay Ismaíl

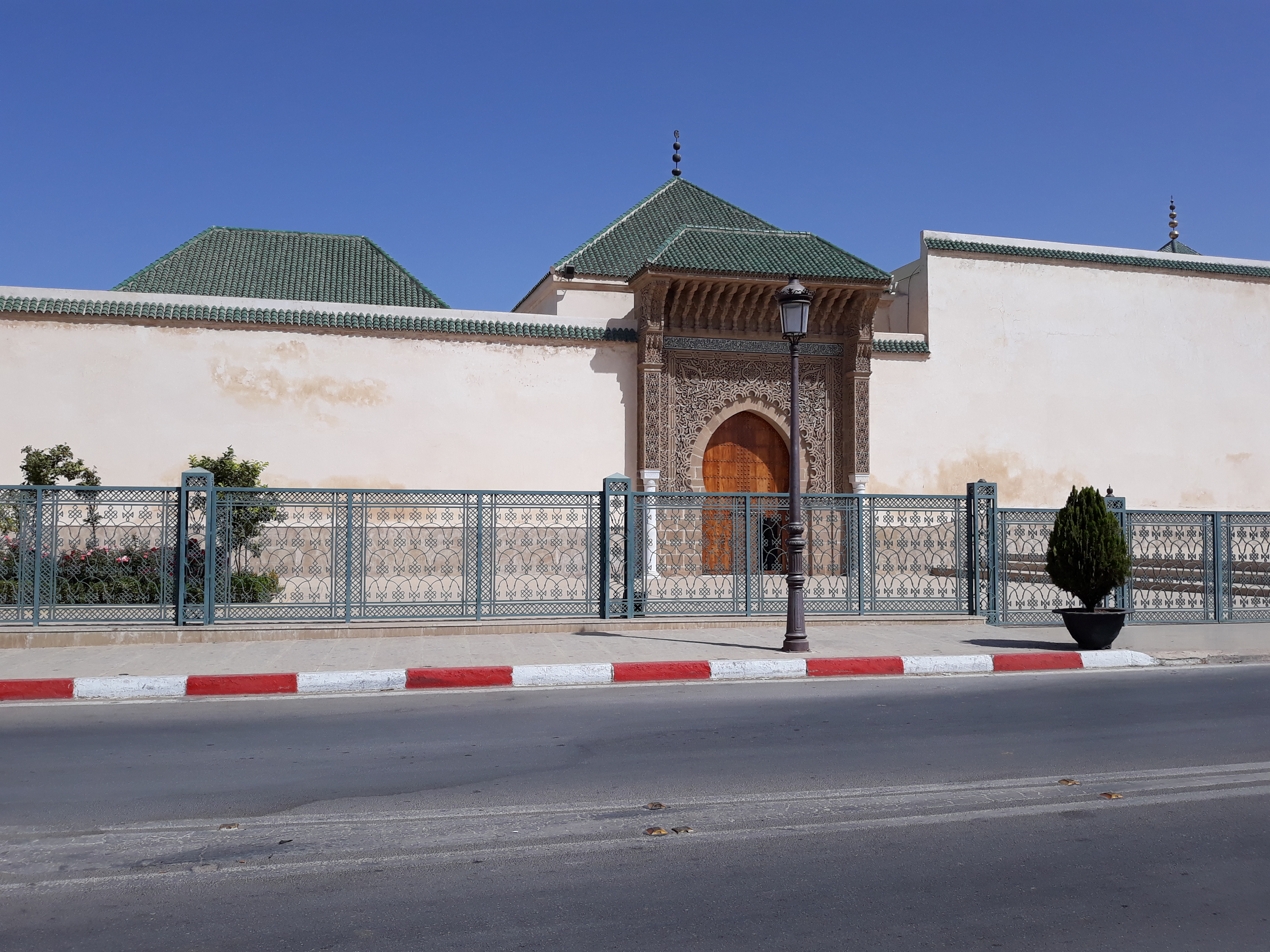
Exterior del Mausoleo de Mulay Ismaíl.

El Mausoleo de Mulay Ismaíl es un complejo funerario situado en el lado suroeste del antiguo palacio Dar al-Kebira, en un espacio que antiguamente se encontraba entre los muros perimetrales interior y exterior del palacio. Eligió este lugar en parte porque ya se consideraba santificado por la presencia de la tumba de Abd al-Rahman al-Majdoub, poeta y místico sufí del siglo XVI. El complejo se construyó bajo su reinado, pero se modificó y amplió en múltiples ocasiones, sobre todo bajo su hijo y breve sucesor, Abou al-Abbas Ahmed ben Ismaíl (que gobernó, con interrupciones, entre 1727 y 1729), quien a su vez fue enterrado aquí posteriormente.: 270  Al complejo funerario se entraba originalmente por el norte, directamente desde el palacio Dar al-Kebira. La entrada actual por el sur data del periodo del protectorado francés en el siglo XX. El complejo original era menos extenso que el actual y es probable que su planta solo incluyera la cámara sepulcral, las salas contiguas a ambos lados y el patio principal de acceso. Por tanto, es probable que los demás patios y pasadizos se añadieran posteriormente. Otros recintos y patios adyacentes al complejo están ocupados por cementerios conocidos como Jama' Rkham.: 271 

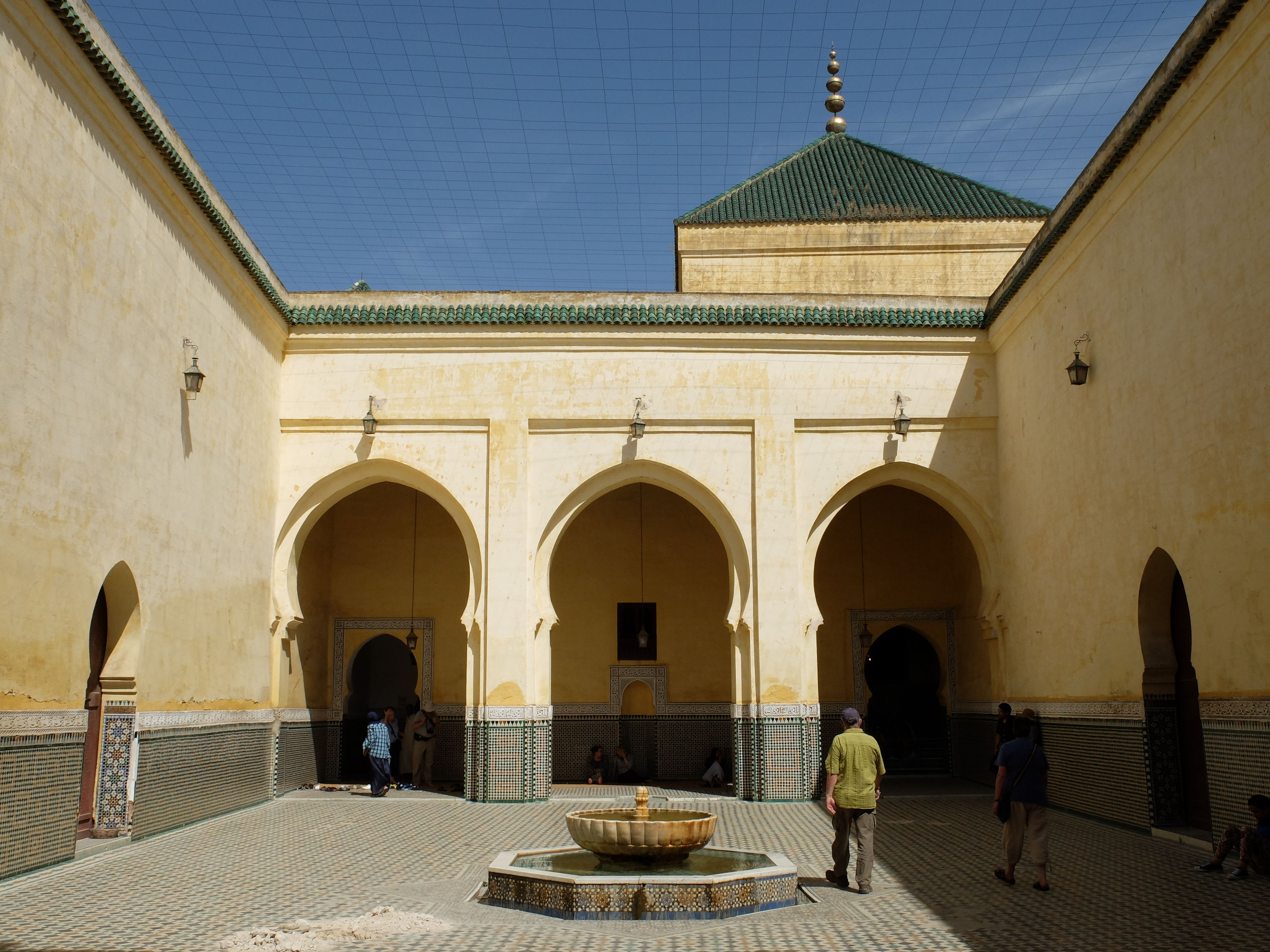
Patio principal que precede a la cámara sepulcral (cúpula piramidal verde de la cámara sepulcral visible a la derecha).

El patio central principal del complejo funerario está escasamente decorado, salvo por una fuente central y el pavimento "zellige". Los lados occidental y oriental del patio están ocupados por pórticos de tres arcos de herradura. El muro oriental del patio, frente al mausoleo, también presenta un pequeño mihrab (nicho que indica la dirección de la oración). Detrás están la cámara del mausoleo y las salas contiguas. La más septentrional de estas salas, a la que se accede directamente desde la esquina noreste del patio, consiste en un patio interior cubierto por una alta cúpula. La disposición de este patio es similar a la de la Cámara de las Doce Columnas de las Tumbas saadíes, consistente en un cuadrado delineado por doce columnas de mármol dispuestas en grupos de tres en cada esquina, alrededor del cual discurre un espacio de galería. En el muro oriental hay otro mihrab y en el occidental, una pequeña cámara lateral. Los muros superiores y las zonas que rodean el mihrab y las puertas están decorados con estuco tallado y pintado con motivos arabescos y epigráficos típicos de la arquitectura marroquí. En el centro del patio hay una fuente ornamentada, mientras que el techo de la cúpula superior presenta principalmente madera pintada y tallada. Las columnas de mármol presentan capiteles marroquíes-andalusíes tallados con motivos de hojas, palmas y palmetas. Se cree que estas columnas de mármol, así como los paneles de mármol ornamentalmente tallados del arco que conduce a la antecámara del mausoleo, son espolios tomados por Mulay Ismaíl de los antiguos palacios saadíes de la Qasba de Marrakech (como el Palacio El Badi).: 270 

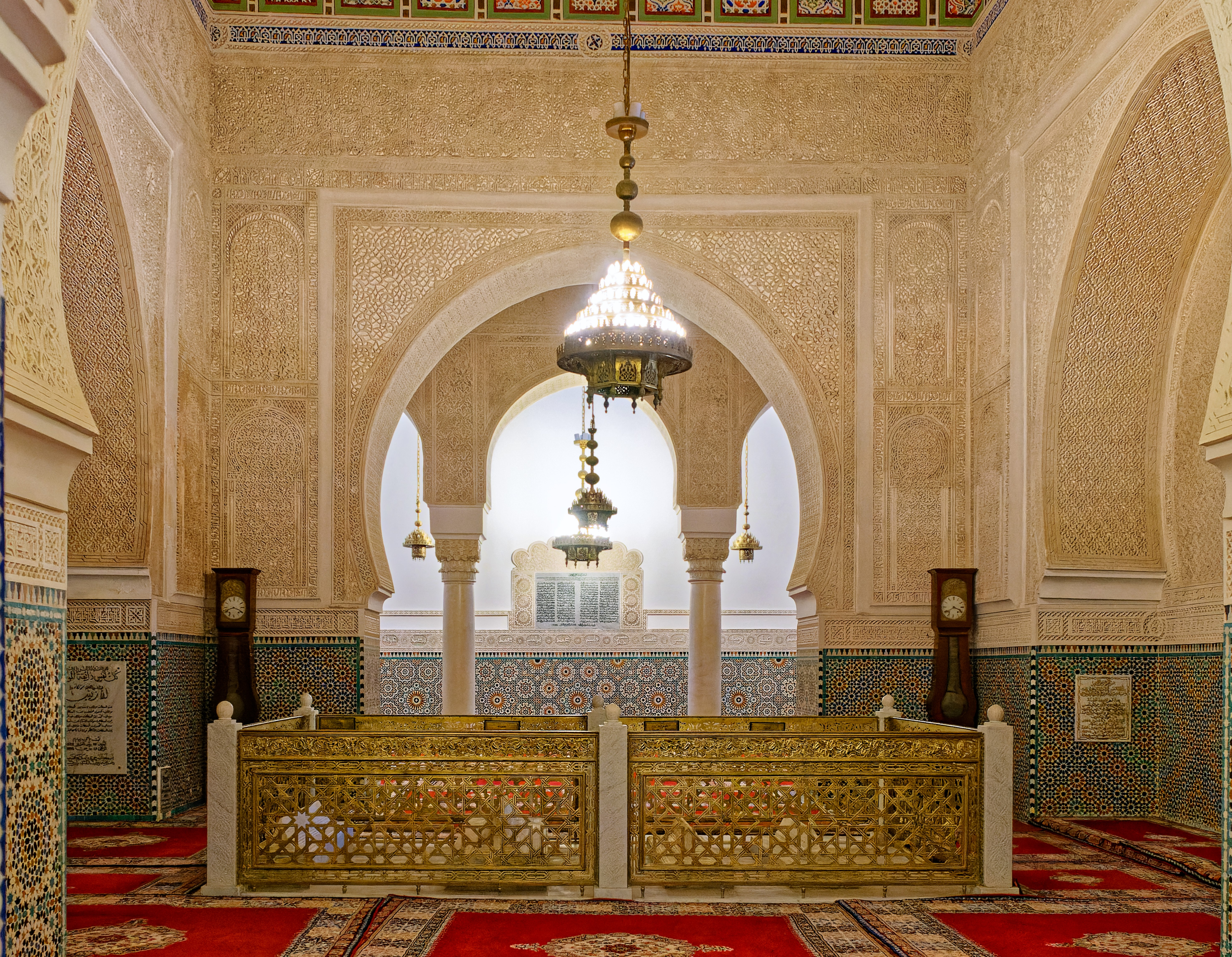
La cámara sepulcral de Mulay Ismaíl.

En el lado sur de la cámara del patio hay un gran arco con puertas de madera ornamentadas que conduce a una antecámara rectangular que precede a la cámara del mausoleo propiamente dicho. El mausoleo es una cámara cuadrada que alberga las lápidas (mqabriya) de Mulay Ismaíl (fallecido en 1727), su hijo y sucesor Ahmed ben Ismaíl (fallecido en 1729) y el posterior sultán Abd ar-Rahmán ibn Hisham (fallecido en 1859). En el lado sur del mausoleo hay otra gran sala de lectura dividida por una arcada de triple arco y que contiene armarios para libros. Cada una de estas cámaras está cubierta con decoración de estuco tallado y alberga también varias candelabros de bronce. Las lápidas reales son de mármol y están ricamente talladas con inscripciones caligrafícas árabes y motivos de arabescos en un estilo similar al de las lápidas de mármol de las tumbas saadíes. La cámara sepulcral también alberga dos relojes de pie que fueron obsequios del rey Luis XIV de Francia. El mausoleo sigue siendo visitado hoy en día por los marroquíes que buscan la baraka en la tumba de Mulay Ismaíl, además de ser una importante atracción turística de la ciudad.

### Recinto Dar al-Majzén
El vasto recinto conocido hoy como Dar al-Majzén contenía otro conjunto de palacios construidos por Mulay Ismaíl, ligeramente posterior al Dar al-Kebira. Abarca una gran superficie cuadrilátera de aproximadamente 1 km por 500 metros y unas 60 hectáreas. El recinto está separado del Dar al-Kebira y de las demás estructuras situadas al norte por una larga explanada (hoy ocupada por una carretera moderna) entre dos murallas, conocida como el asarag (o asaraq). Una larga y maciza puerta, Bab ar-Ra'is ("Puerta del Capitán"; hoy conocida también como Bab er-Rih, "Puerta del Viento") divide el asarag en su unión con el muro exterior del recinto de Dar Kbira. A su vez, el recinto está dividido en dos secciones principales. La parte occidental, más amplia, está ocupada en su mayor parte por el Jardín de Bahriwiya, hoy sustituido por un moderno campo de golf utilizado por el rey marroquí. El extremo norte de esta sección, sin embargo, estaba ocupado por un largo pero estrecho palacio conocido como Dar al-Madrasa ("Casa de la Escuela"). La parte oriental es una mezcla de jardines y palacios, cuya zona principal es el Qasr al-Muhannasha ("Palacio del Laberinto"); a veces escrito Qasr al-Mhencha o Dar al-Mehencha). Esta zona oriental se utiliza todavía hoy como Dar al-Majzén (palacio real) oficial de Mequinez y está vedada a la mayoría de los visitantes.

#### Dar al-Madrasa
El palacio de Dar al-Madrasa tiene un trazado mucho más regular que el de Dar al-Kebira, pero también parece haber sido un palacio privado con apartamentos para el sultán y su familia, baños, una mezquita o sala de oración, cocinas y un largo patio ajardinado.: 266  Al palacio se accedía por una ornamentada puerta monumental en su lado norte. Además del jardín de Bahriwiya, el resto del recinto amurallado lo ocupaban otro jardín llamado al-Tranghiya y un pequeño almacén a lo largo de la mitad de su muro perimetral sur llamado al-Heri al-Saghir.

#### Qasr al-Muhannasha

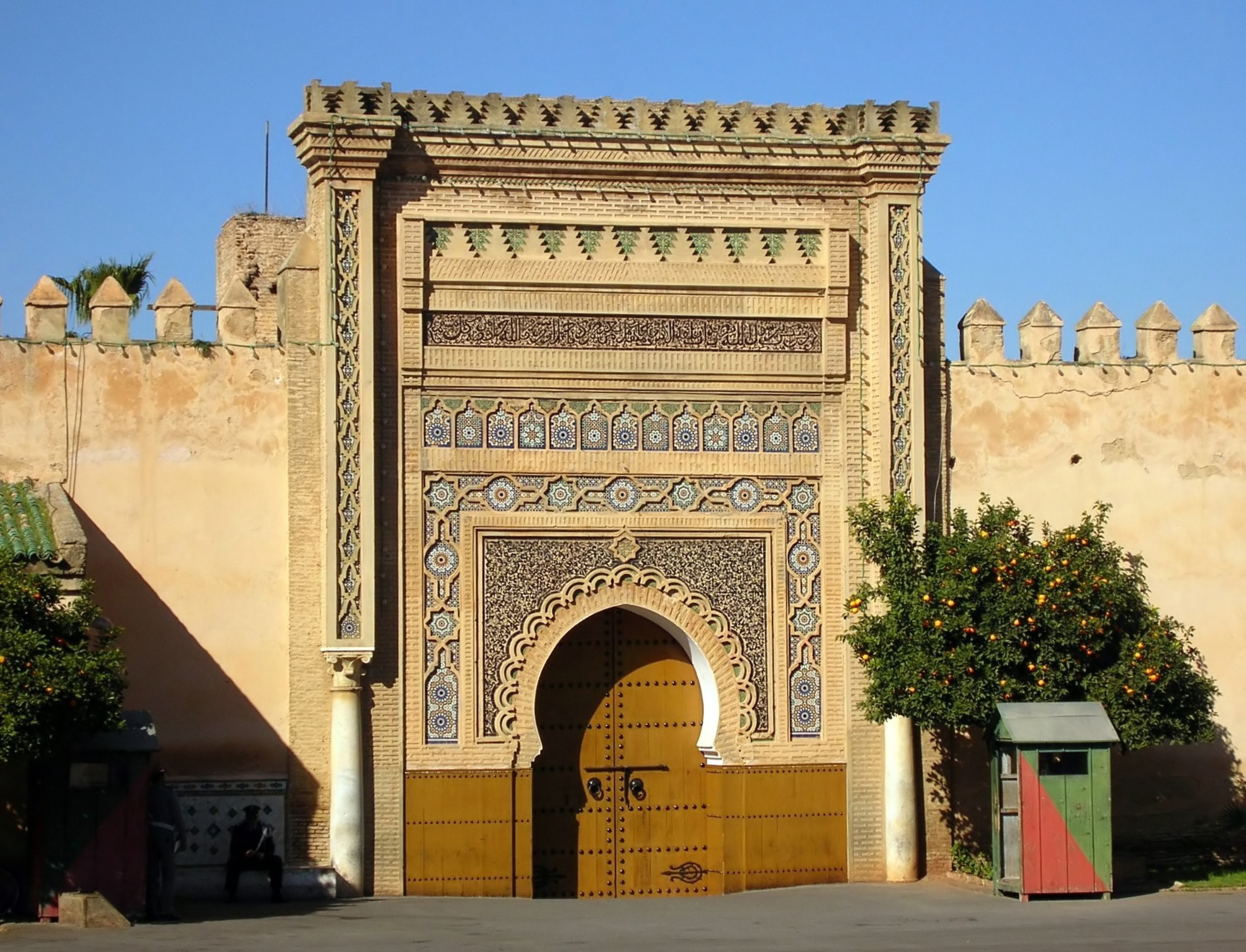
Bab al- Majzén, puerta principal oriental del Qasr al-Muhannasha y del recinto de Dar al-Majzén.

El Qasr al-Muhannasha era más elaborado pero estaba organizado de forma más "racional" o regular que el Dar al-Kebira. Estaba dividida aproximadamente en ocho patios cuadriláteros y jardines. El palacio se utilizaba para recepciones oficiales, así como para la administración imperial, con numerosos despachos para el personal del majzén'.: 267  Al complejo se entraba por lo que hoy es Bab al-Majzén, una puerta exterior al este decorada con azulejos de colores y zellige.La puerta está precedida por una gran plaza abierta que actuaba como otro mexuar, a la que también se accede por Bab an-Na'ura, una puerta de la antigua Qasba Hadrash.: 40, 46–47  Uno de los patios principales del extremo oriental del palacio, cerca de la puerta, era el Riyad al-Muhannasha, un patio ajardinado que contenía una pila de agua con forma de laberinto o serpentina que daba nombre al resto del palacio. (Aunque la estudiosa Marianne Barrucand, autora del principal estudio sobre la Qasba, cuestiona esta etimología; el nombre pudo inspirarse más bien en las divisiones multipartitas del palacio).
El primer patio del palacio, al que se accedía desde la puerta principal oriental, era relativamente austero y presentaba algunos elementos notables. Justo enfrente de la puerta principal había una mezquita que tiene la particularidad de tener un diseño claramente inspirado en las mezquitas otomanas (una cámara abovedada adosada a un delgado minarete), pero cuyos detalles y decoración son, sin embargo, marroquíes. Data del reinado de Sulaymán de Marruecos, entre 1792 y 1822. Cerca se encuentra un edificio, la Dwiriya as-Sebaa ("Casa del León"), que fue una antigua casa de fieras (zoológico privado). También en esta zona, en la esquina norte del patio, hay una cancillería o tesorería conocida como la Dwiriya an-Nasr ("Casa de la Gloria/Victoria") y que también contenía la Qubbat an-Nasr ("Cúpula de la Gloria/Victoria"), la oficina de trabajo del propio sultán decorada con zellige y un techo de madera pintada.
El siguiente patio al norte servía como tribunal de honor centrado alrededor de un gran estanque cuadrado alimentado por canales de agua. El patio está flanqueado en tres de sus lados por salas de recepción y apartamentos situados en sus ejes centrales.: 267  Las otras partes del palacio situadas más al oeste consistían en recintos ajardinados. El más oriental o nororiental de estos jardines era el Arsat ar-Rukham ("jardín de mármol"), un patio de riad pavimentado en mármol similar al palacio El Badi de Marrakech, en cuyo lado occidental se encontraba el Qubbat as-Sawira (o Qubba as-Souira), un pabellón abovedado ricamente decorado en su lado occidental que podía utilizarse para recepciones.: 267  En el lado sur del palacio, dentro del mismo recinto mayor pero amurallado del resto del palacio, se encontraba el Qasr al-Baqar, otro antiguo palacio, y el Qasabat al-Marah, probablemente utilizado para albergar tropas o guardias.

### Heri as-Swani y el Sahrij Swani

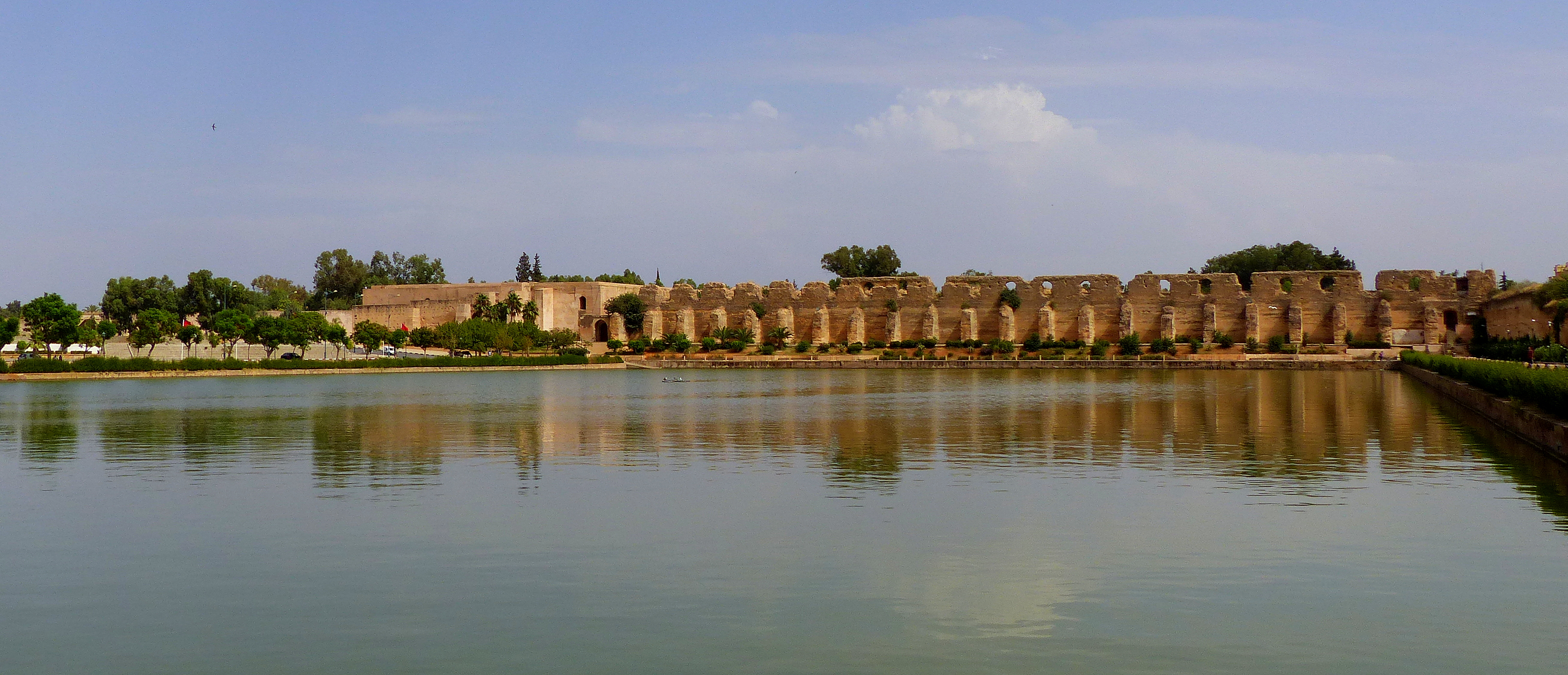
El Sahrij Swani (depósito de agua) y, a lo lejos, los muros exteriores del Heri es-Swani semiderruido (estructura de abastecimiento de agua y almacén de grano).

Al sureste del recinto palaciego de Dar al- Majzen había un gran complejo que cumplía una función principalmente utilitaria y constaba de tres elementos principales. La primera parte era una enorme estructura conocida como la "Casa de las Diez Norias" o la Dar al-Ma ("Casa del Agua"). Constaba de una gran cámara central rodeada de salas más pequeñas alrededor de las cuales, a su vez, había un gran corredor abovedado que daba acceso a 15 cámaras abovedadas. Cada una de estas cámaras abovedadas albergaba una noria o sistema hidráulico mecánico que extraía agua de un profundo pozo que llegaba hasta la capa freática, a través de una serie de cubos o baldes encadenados y elevados por una rueda tirada por caballos. Esta estructura suministraba a su vez agua a la ciudad real a través de un sistema de canales de terracota o[arcilla.

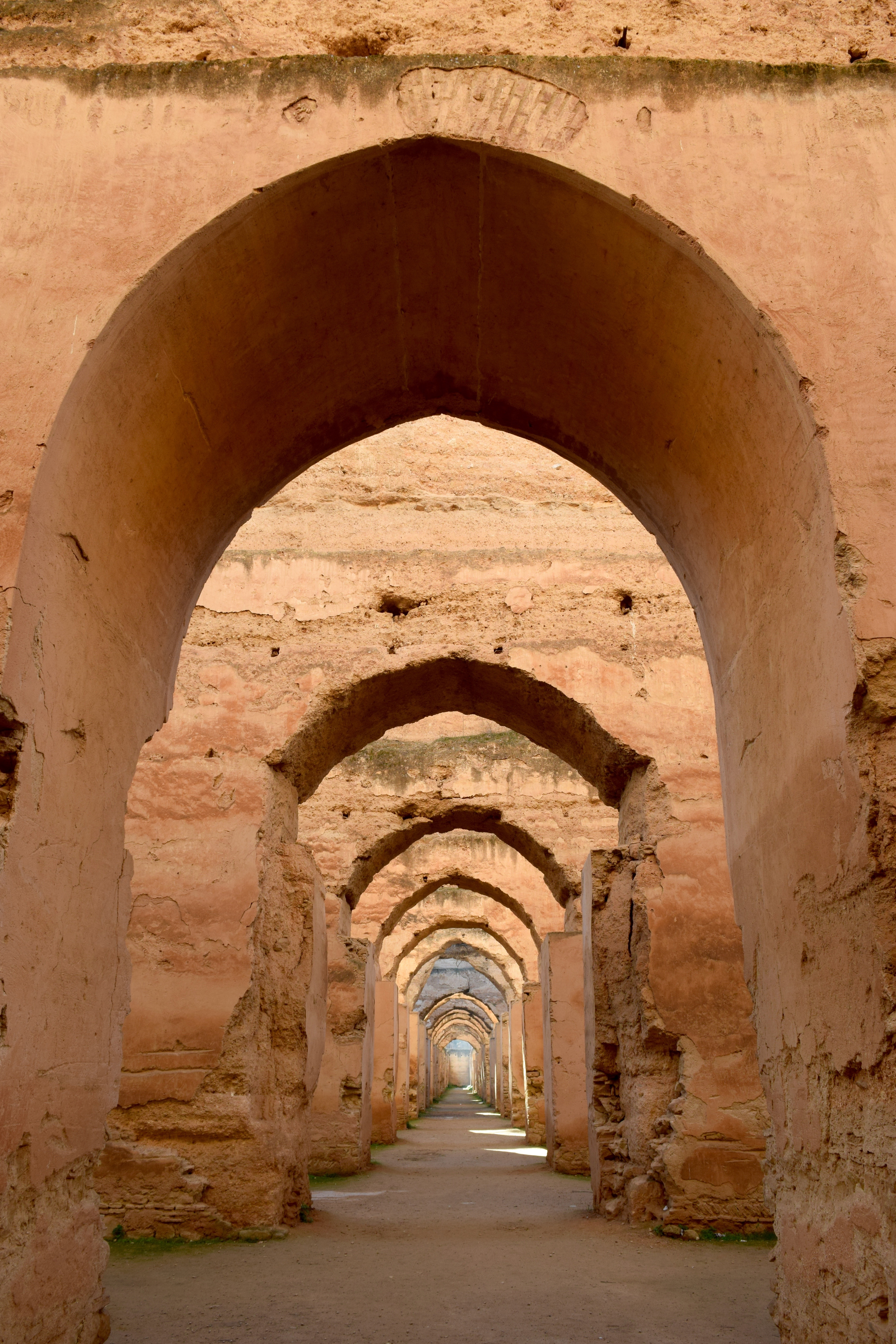
Los arcos del granero de Heri as-Swani.

El segundo elemento del complejo era el Heri as-Swani o Heri es-Souani, una vasta zona de silos que estaban adosados al lado suroeste de la Casa de las Diez Norias. (El nombre también se aplica a veces a ambas estructuras juntas).) Esta estructura medía 182 por 104 metros y estaba dividida por 22 hileras de gruesos arcos entre los que discurrían pasillos abovedados. A menudo se alude erróneamente al edificio como los "establos" o "establos reales" de Mulay Ismaíl, pero en realidad se trataba de un enorme almacén de grano que podía almacenar suministros para resistir un largo asedio. El grano se entregaba en el edificio mediante mulas que subían a una terraza del tejado y dejaban caer el grano directamente en los agujeros perforados sobre cada pasadizo abovedado, aunque un pasadizo interior también quedaba libre para la circulación interior. Hoy en día, los tejados abovedados se han derrumbado y han desaparecido, dejando solo las interminables hileras de arcos que, sin embargo, se consideran una de las vistas más impresionantes de la ciudad.
El tercer elemento es un gran estanque o lago artificial, el Sahrij Swani o Sahrij Souani (también llamado a veces estanque del Agdal). Casi rectangular, mide 148,75 por 319 metros y tiene una profundidad media de 1,2 metros. Dos metros de profundidad de media. Aunque al parecer también era utilizado para el ocio por los residentes del palacio que se bañaban aquí o paseaban en pequeñas embarcaciones, su finalidad parece haber sido principalmente utilitaria e integrada en el abastecimiento de agua de la ciudad real. Se abastecía de agua de la adyacente Casa de las Diez Norias, situada en su lado sureste. En este sentido, se asemejaba a la pila de agua de los Jardines de la Menara de Marrakech. Posiblemente debido a su importancia, estaba rodeado por su propia muralla defensiva de dos metros de grosor, de la que solo queda una pequeña sección al suroeste (que lo separa del barrio de Beni Mohammed más allá.

### Estructuras y zonas periféricas
La Qasba ocupa una extensa zona más allá de los palacios principales, gran parte de la cual estaba ocupada por extensos jardines (el Agdal), campos de entrenamiento o viviendas para las tropas. Gran parte de la zona alberga hoy barrios más recientes.

#### Qasba Hadrash
Al este del Dar al-Majzén, ocupando un área larga y de forma irregular a lo largo del borde exterior noreste de la ciudad real, se encuentra la Qasba Hadrash. Esta qasba o recinto estaba habitada por soldados y por los sirvientes del palacio. Tenía acceso directo al "mexuar" oriental de los palacios (la plaza frente a la Bab al-Majzén) a través de dos puertas, conocidas en conjunto como Bab an-Na'ura. También tenía la función secundaria de proporcionar una línea de defensa adicional para los palacios a lo largo de esta parte del perímetro, ya que aquí el mexuar estaba menos protegido del exterior que en otras partes del perímetro.: 41 

#### Qasba Beni Mohammed
La Qasba Beni Mohammed era una zona vagamente definida al sur y suroeste de la ciudad real, cerca de Heri as-Swani y Heri al-Mansur, que fue entregada a la tribu Beni Mohammed, una de las tribus guich' del sultán. Hoy es un barrio residencial. Una zona cercana también estaba ocupada por un conjunto de jardines, el Jnan as-Swani, cuya ubicación también está vagamente definida, pero que comprendía uno de los muchos jardines de la ciudad real.: 46 

#### Heri al-Mansur
Entre 1721 y 1725, Mulay Ismaíl hizo construir otro palacio en el extremo sur de la Qasba, una de las últimas construcciones de su reinado. Se conoce como Heri al-Mansur ("Granero/silo de la Victoria") o también como Dar al-Mansur o Qasr al-Mansur ("Palacio de la Victoria"). Consiste en un enorme edificio que parece haber servido de palacio, fortaleza y granero o almacén. El sótano estaba ocupado por almacenes, mientras que la planta superior albergaba salas de recepción para el palacio con vistas a los jardines cercanos. Una gran sala octogonal se alza en el centro del edificio.: 396 

#### Los Establos reales
Junto a los Heri al-Mansur se encontraban los extensos establos reales de Mulay Ismaíl (a menudo confundidos con los Heri es-Souani, situados más al norte). Las caballerizas consistían en dos arcadas (hileras de arcos) con establos para caballos que se extendían en paralelo a lo largo de unos 1200 m. En el centro, entre ellas y abierto al cielo, había un canal de agua que abastecía a los establos y a los caballos. Se dice que los establos podían albergar hasta 12 000 caballos. No se conserva casi nadas, pero fueron descritos por escrito por observadores contemporáneos, como el padre Busnot, que los calificó de uno de los elementos más impresionantes de la ciudad palatina.: 396–397 

#### Mezquita de Er-Roua
La mezquita de Er-Roua se encuentra ligeramente al noroeste de Heri al-Mansur y fue construida por orden del sultán Mohammed ben Abdallah (que gobernó entre 1757 y 1790). Es la mezquita más grande de Mequinez, y ocupa una superficie de 4930 m2.  Consta de un gran patio cuadrado (sahn) de 53 metros de lado, y una sala de oración interior al sureste dividida en 4 naves transversales por tres filas de arcos de herradura.: 391  En el centro del patio hay una gran pila de agua y una fuente, mientras que en su esquina norte se alza el alminar. La mezquita tiene tres entradas dispuestas simétricamente en los ejes centrales del patio. En el lado noreste hay un largo patio triangular que albergaba una madrasa. Esta tenía celdas para los estudiantes y su propia sala de oración cuadrada en el extremo oriental. Aparte del mihrab, la mezquita tiene muy poca decoración, posiblemente un reflejo de las tendencias wahabistas del sultán en su vida posterior.<: 148  Las mayores proporciones del sahn en comparación con la sala de oración y su ausencia de galería circundante marcan un paso en la evolución de las nuevas mezquitas durante el periodo alauita e incluso pueden reflejar la influencia de un arquitecto no marroquí.

#### Dar al-Bayda

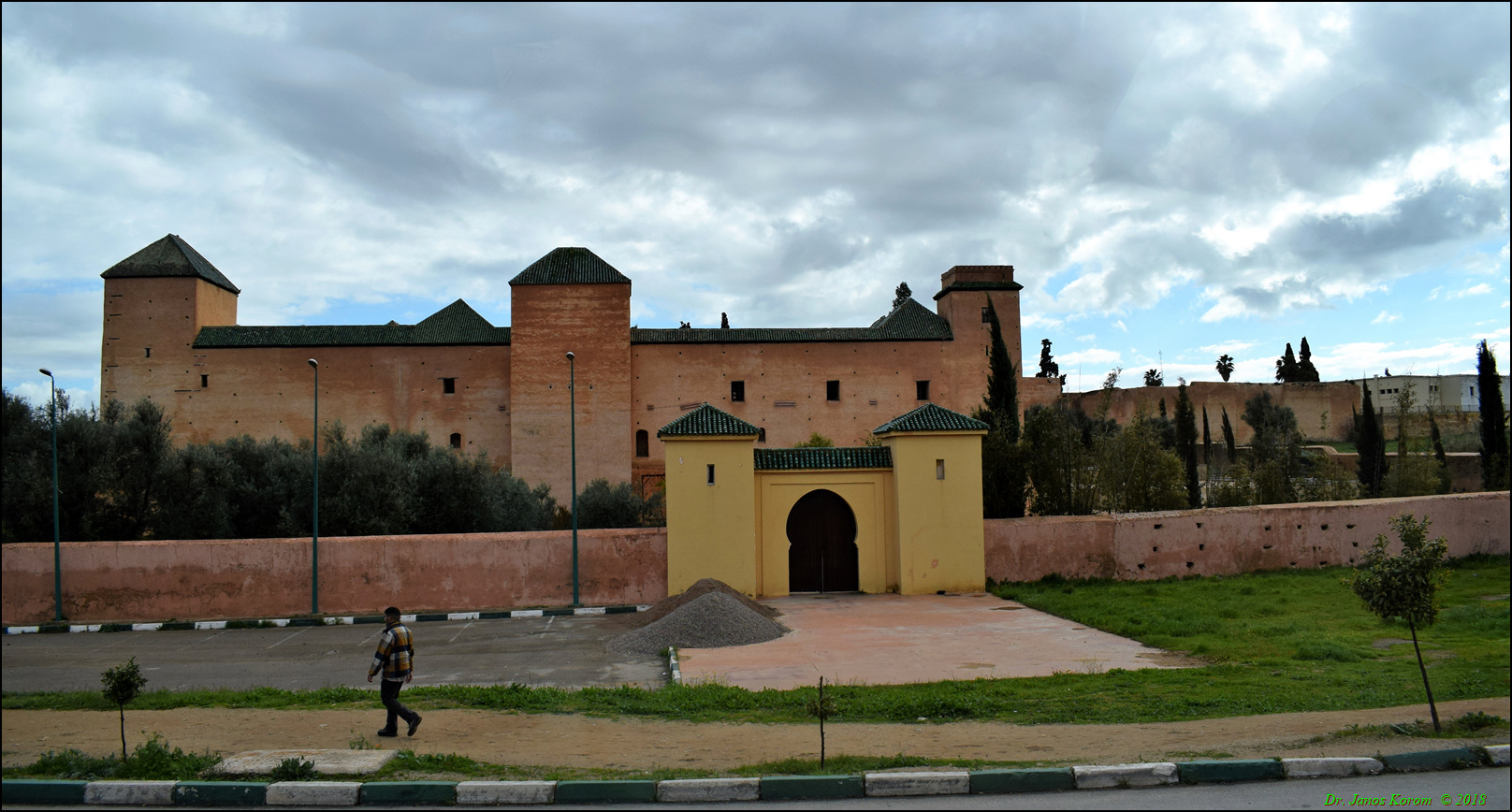
Exterior del palacio Dar al-Bayda, actualmente parte de la Academia Real Militar Real de Mequinez.

El sultán Mohammed ben Abdallah también construyó un nuevo palacio al sur, entre Heri es-Swani y Heri al-Mansur, conocido como Dar al-Bayda ("Casa Blanca". Se inspiró probablemente en un palacio del mismo nombre construido por Mohammed ben Abdallah en los Jardines de Agdal de Marrakech. Su arquitecto fue Ahmad al-Inglizi, que trabajó en muchos otros proyectos por todo Marruecos. Tardó unos 15 años en construirse. Tenía planta rectangular y gruesos muros exteriores con torres cuadradas en las esquinas. El interior estaba dominado por un gran patio rectangular y otro más pequeño en su lado suroeste. Alrededor había varias salas y galerías, entre ellas un pabellón principal de audiencias donde el sultán podía recibir a sus invitados.: 148  Situada en medio de los jardines meridionales de la Qasba, más tarde fue convertida en academia militar (Academia Real Militar de Mequinez) y acompañada de campos de entrenamiento abiertos para los militares; estatus que mantiene en la actualidad.: 114 